# 擬洋風建築

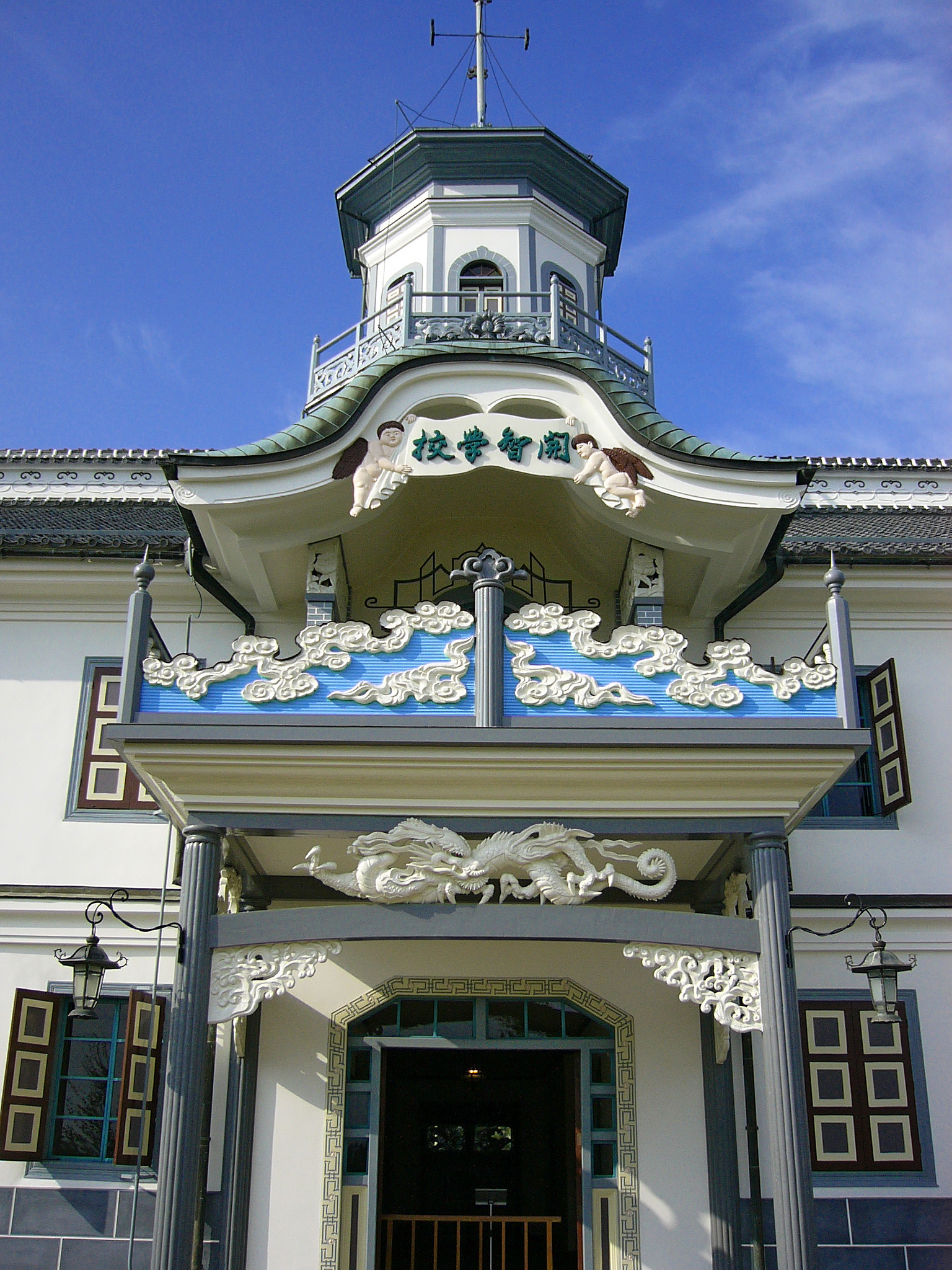
旧開智学校の車寄せと塔屋（立川流原田蒼渓の彫刻）

擬洋風建築（ぎようふうけんちく）とは、幕末から明治時代初期の日本において、主として近世以来の技術を身につけた大工棟梁によって設計施工された建築である。従来の木造日本建築に西洋建築の特徴的意匠や、時には中国風の要素を混合し、庶民に文明開化の息吹を伝えようと各地に建設された。明治の開始と共に生まれた擬洋風建築は、1877年（明治10年）前後にピークを迎え、1887年（明治20年）以降に建築が途絶えており、その時期は文明開化と重なっている。建物の構造は、日本伝統の和小屋組を用い、外観に洋風デザインを採用している。現在に残る代表的な擬洋風建築は、松本市の旧開智学校や、山形市の旧済生館本館、弘前市の旧五十九銀行本館、青森県南津軽郡の成美館（せいびかん）など。

## 概要

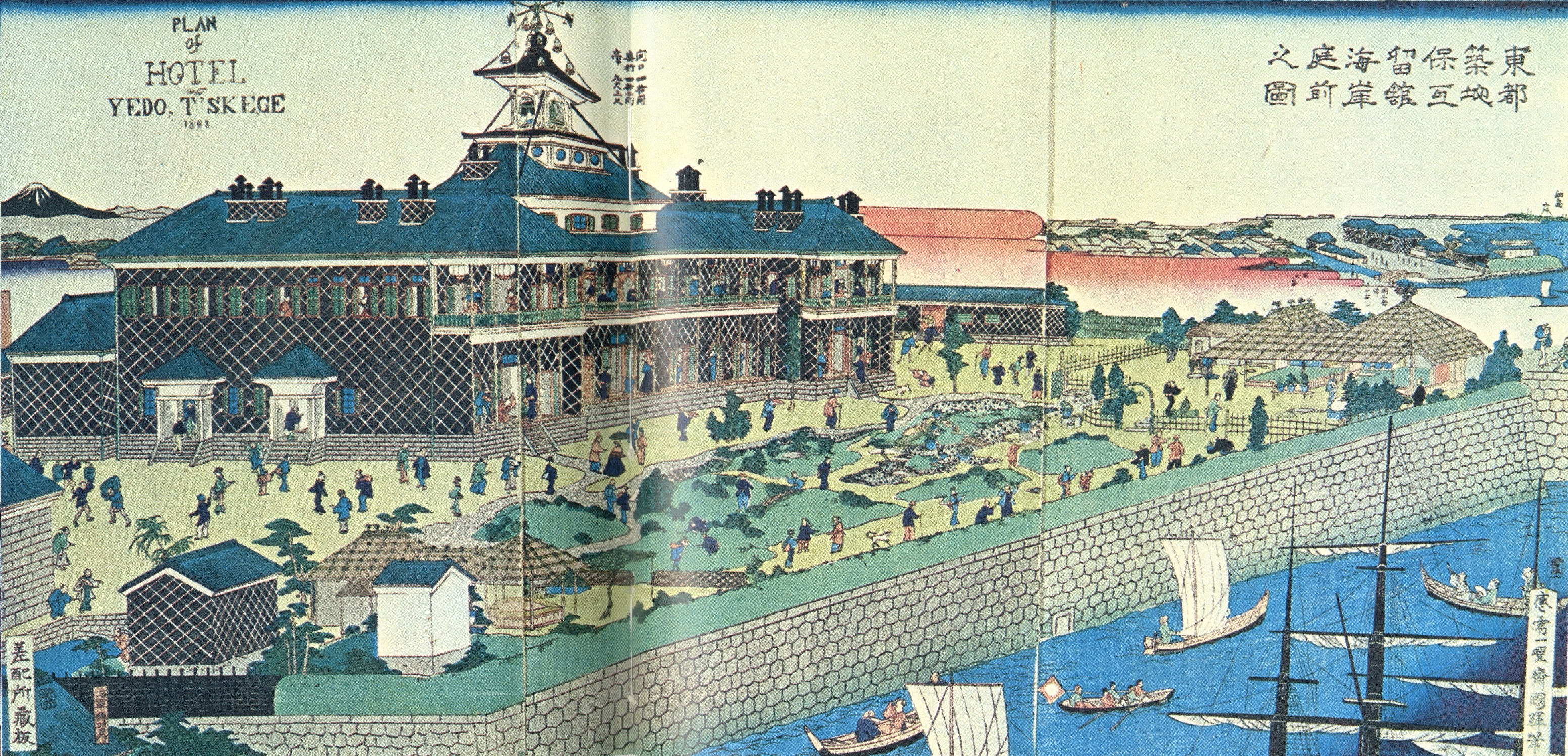
錦絵に描かれた築地ホテル館

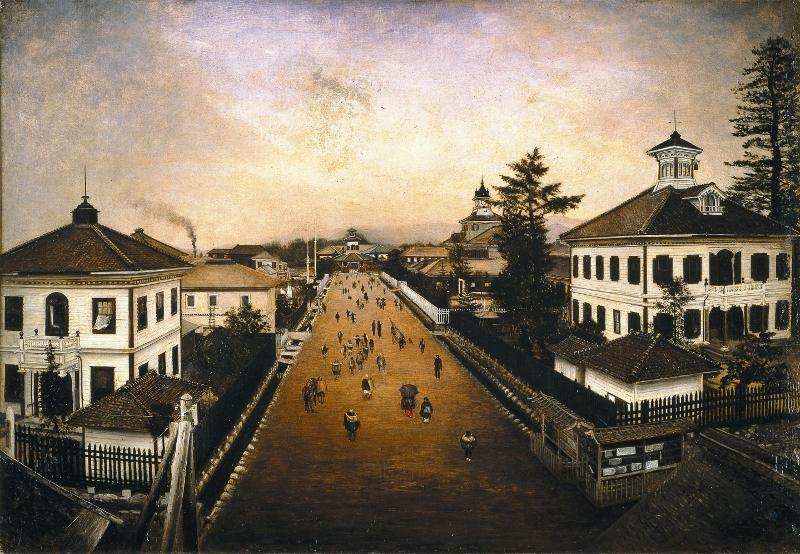
山形県に造られた擬洋風の官庁街（高橋由一筆）

明治維新以降、ホテル・洋式工場・小学校・役所・病院など新しい機能を持った施設が、はじめは大都市にやがて全国に求められるようになっていく。西洋的な機能を持ち堅牢性を求められたこれらの施設は、洋式建築として建てられる必要があった。迎賓館や造幣局など主要な施設はお雇い外国人の手によって設計監理されたが、その他の官庁舎や地方の施設は地域の大工の手に委ねられた。
しかし、木造建築の伝統に育まれた日本の大工にとって、石に由来する洋式建築（組積造）は未知の存在だった。建築様式はおろかその用途すら分からない状況の中で、伝統技術を身につけた大工たちは、伝統の側から洋式建築を解釈し、見よう見まねで洋式建築を建設する。錦絵や実物の見聞を通じて得た情報をもとに建てられた擬洋風建築は、その時たまたま出会った建物をベースに自由な折衷や創造が加わり、塔屋や車寄せなど大まかな形は共通しながらも、一つ一つの建物で異なるデザインが生まれた。
横浜の洋式建築を参考に東京で生まれた擬洋風建築は、多数の錦絵に描かれ大衆の反響を呼ぶ。一方、山梨や山形といった旧政治体制の影響力が強い地域では、土木県令と呼ばれる敏腕指導者が政府によって送り込まれ、殖産興業政策と平行して擬洋風建築による官庁街が新たに建設された。また、廃仏毀釈によって解体された寺の跡地には小学校が建てられている。擬洋風建築は、文明開化の象徴であると共に支配体制の移行を象徴するモニュメントでもあった。

## 歴史

### 横浜の和洋折衷建築
幕末の日本にやってきた外国人商人たちは、インド、東南アジア、南中国で慣れ親しんだ生活様式を営もうと外国人居留地でもヴェランダを巡らした建築を建設した。彼らは簡単な建築図面を日本人大工に示し、周辺で容易に入手できる材料で建設したため、大きな瓦葺屋根の日本風の建物が出現した。この例としてロレイロ邸（デント商会代理店、1862年、清水喜助）、英一番館（1863年）、フランス海軍病院（1865年）、フランス軍駐屯所（1864年頃）、ヘボン邸などがあげられ、和洋折衷といえども和風な箇所はみられなかった。
だが、1866年の豚屋火事によってこれらの建物は焼失し、居留地の都市的整備の進展や外国人技術者の登場によって、耐火性能を重視した建物に取って代わられていった。1867年に開港した神戸では当初から本格的な洋式建築が建てられ、横浜と同時に開港した函館も開拓使がアメリカ系の技術を採用したことで洋風化傾向が強まっていく。外国人居留地開設当初から横浜では一部の建物（イギリス領事館留置場など）に木造石貼構法が使われていたが、豚屋火事以後、簡便な耐火被覆としてなまこ壁がより流行した。

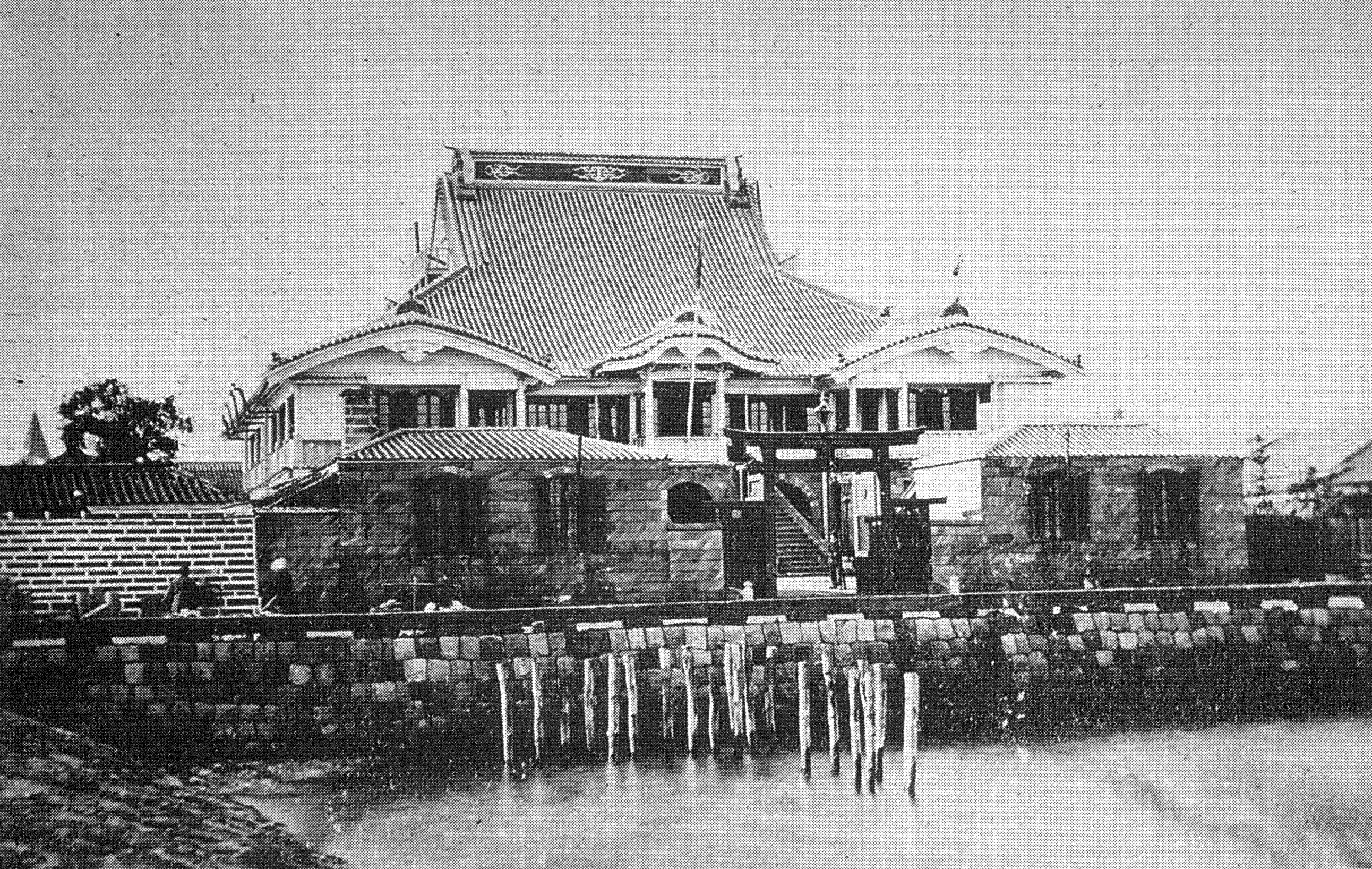
フランス海軍病院
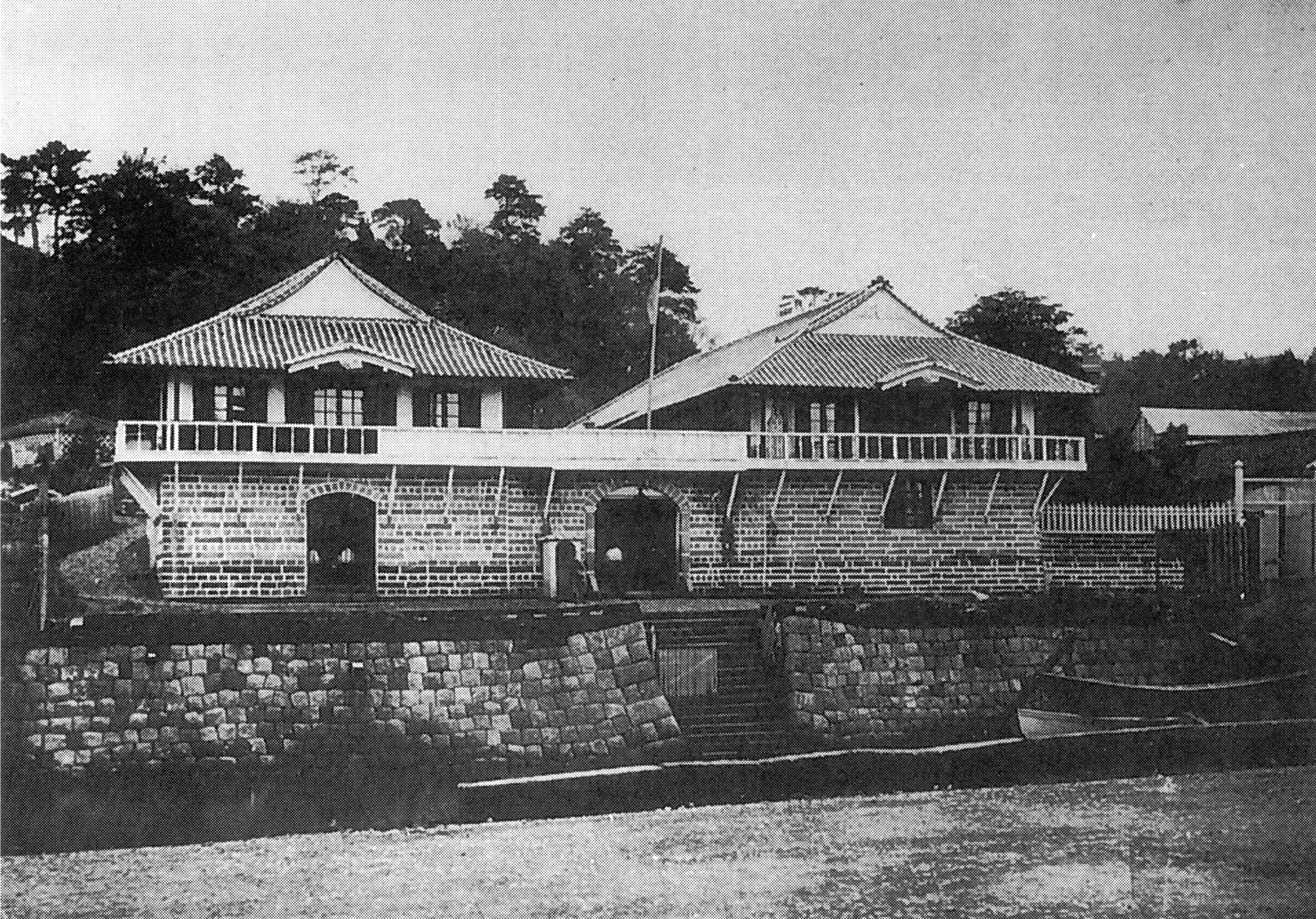
フランス軍駐屯所

### 清水喜助の建築
開港と同時に横浜に店を開いた大工・初代清水喜助の跡を継ぎ、幕府公認の4人の請負人の一人に選ばれた2代目清水喜助は、1862年にロレイロ邸を建設し、その後アメリカ人建築技師リチャード・ブリジェンスと仕事をしていく中で西洋建築を学び、イギリス仮公使館を施工した。その後、清水喜助は、東京に築地ホテル館（1868年）と海運橋三井組（1872年）の2大洋風建築を建てた。
築地ホテル館は、旧幕府時代に計画された外国人向けホテルで基本設計をブリジェンスが担当した。全面になまこ壁を張り巡らし、中央に逓減を持たせた三重の塔を据えている。塔屋には華頭窓があけられ、軒先には風鐸をつるし、石造アーチの表門には木鼻がとりついている。なまこ壁はブリジェンスの基本設計にあったものだが、細部の和風意匠は清水喜助による。
海運橋三井組は、三井組が新たに創設した銀行のための建物である。木骨石造にベランダのついた洋風2階建ての軀体に、複雑に折り重ねられた屋根が乗っている。屋根には唐破風・千鳥破風を取り付け、方形・八角形の塔を重ねている。さらにその両側には小塔まで置かれている。初期の案では普通の屋根のオーソドックスな洋風建築だったが、三井組の希望でこのような無国籍なデザインになった。
擬洋風建築の始点となったこの二つの建物は、たちまち東京の新名所となり、多数の錦絵に描かれ日本中に広まった。地方から見物に来た人々の中には、柏手を打ったり賽銭を上げる人もいたという。清水喜助はさらに、第一国立銀行に強制的に譲渡させられた海運橋三井組の代わりとなる駿河町三井組（1874年）も建設した。海運橋三井組と違い端正な洋風建築だが、屋上には鯱が鎮座しており、こちらも錦絵の題材になっている。

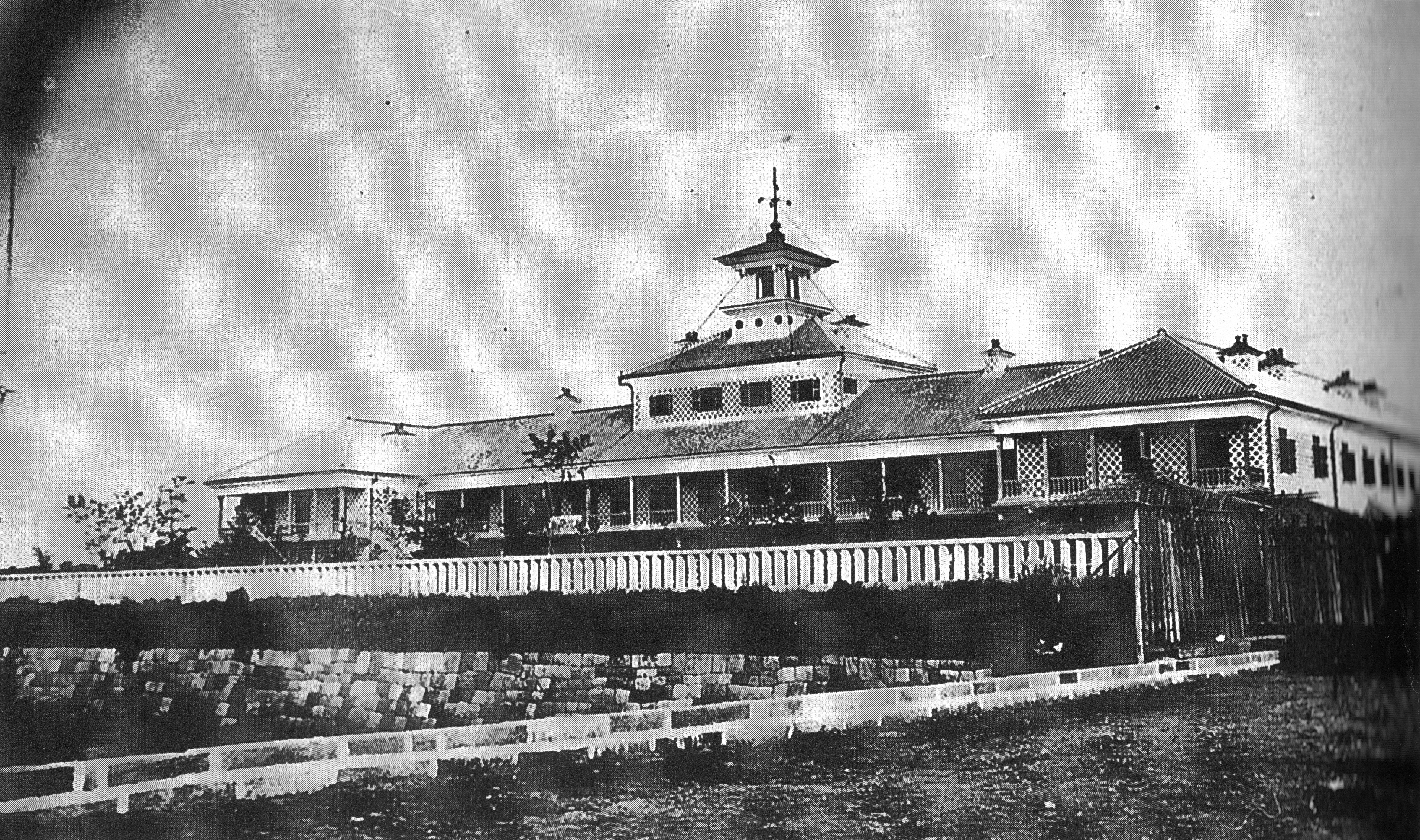
築地ホテル館
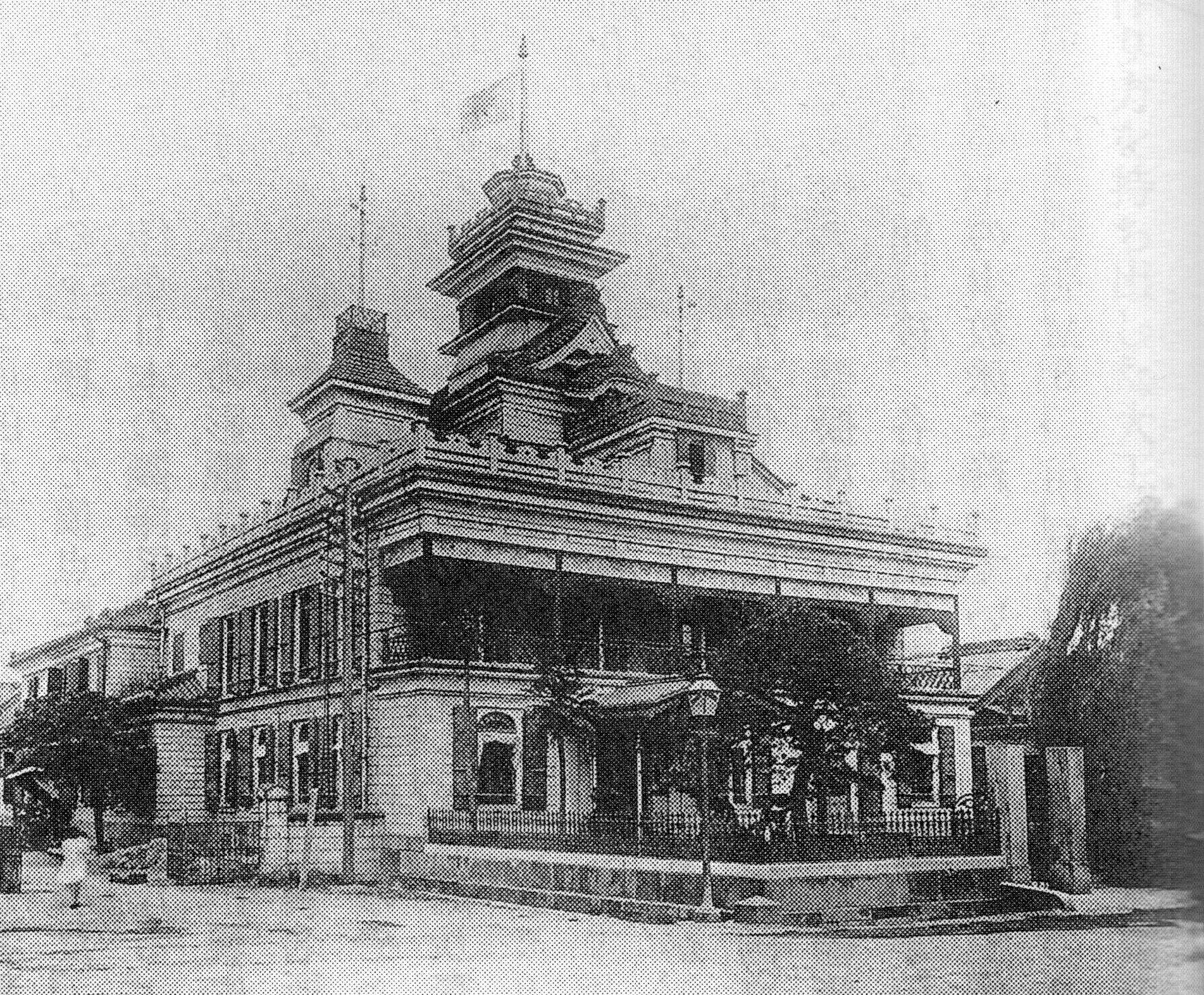
海運橋三井組
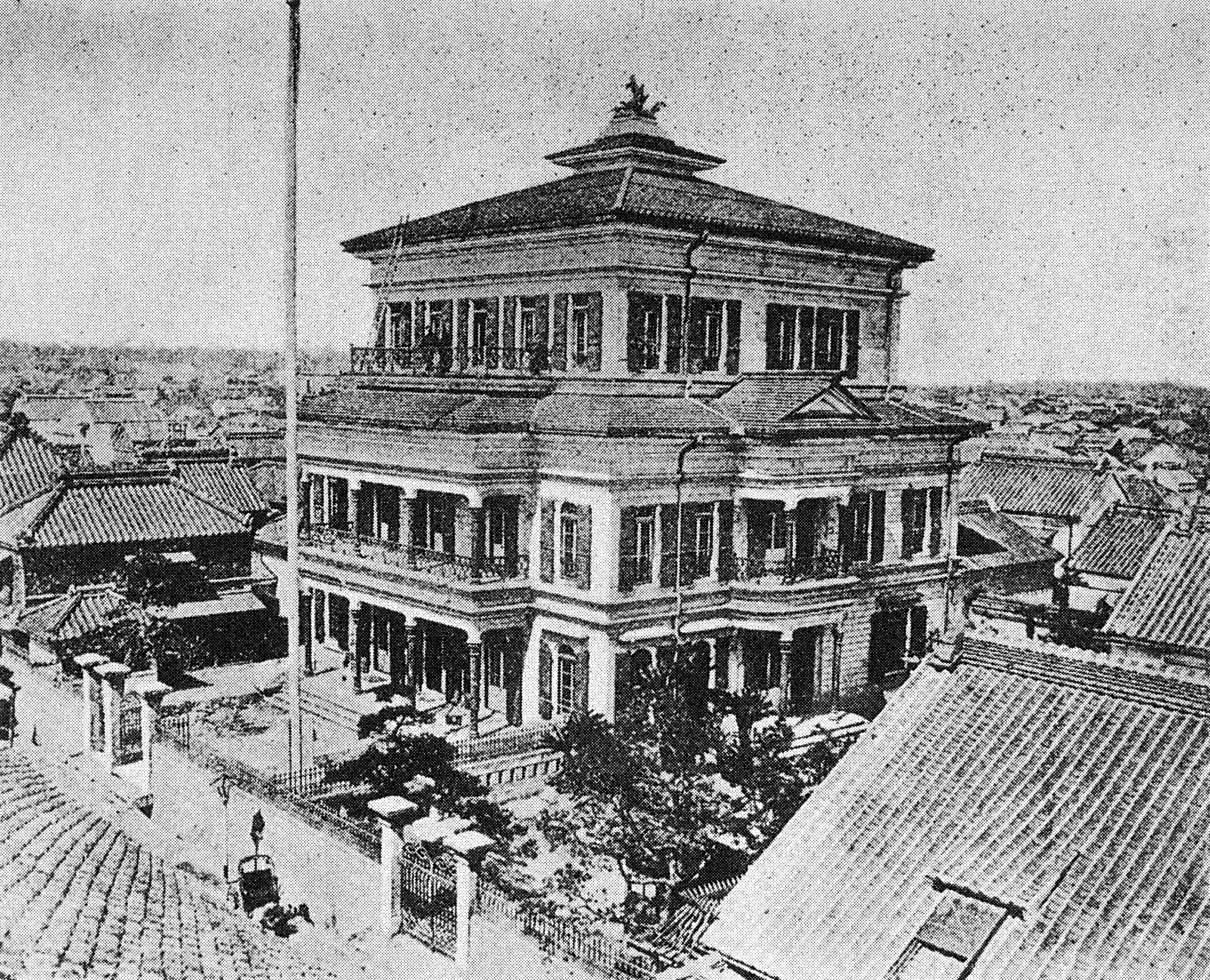
駿河町三井組

### 林忠恕の木造官庁建築
横浜由来の洋風建築を持ち出した大工には、清水喜助のほかに林忠恕がいた。鍛冶、木挽きを経て大工に転身した林忠恕は、横浜でブリジェンス、ウィットフィールド、ドーソンなどの西洋人技師のもとで働き、イギリス仮公使館の工事にも参加した。その後、1871年末に発足した工部省に雇われ、官庁建築の営繕を担当した。1873年にはお雇い外国人のトーマス・ウォートルスが率いる大蔵省営繕寮に移り、日本人技術者の筆頭となる。ウォートルスが煉瓦や石の本格的な建築を手がける一方、林忠恕は大蔵省（1874年）、内務省（1874年）、神戸東税関役所（1873年）、駅逓寮（1874年）、大審院（1877年）といった木造官庁舎を手がけている。

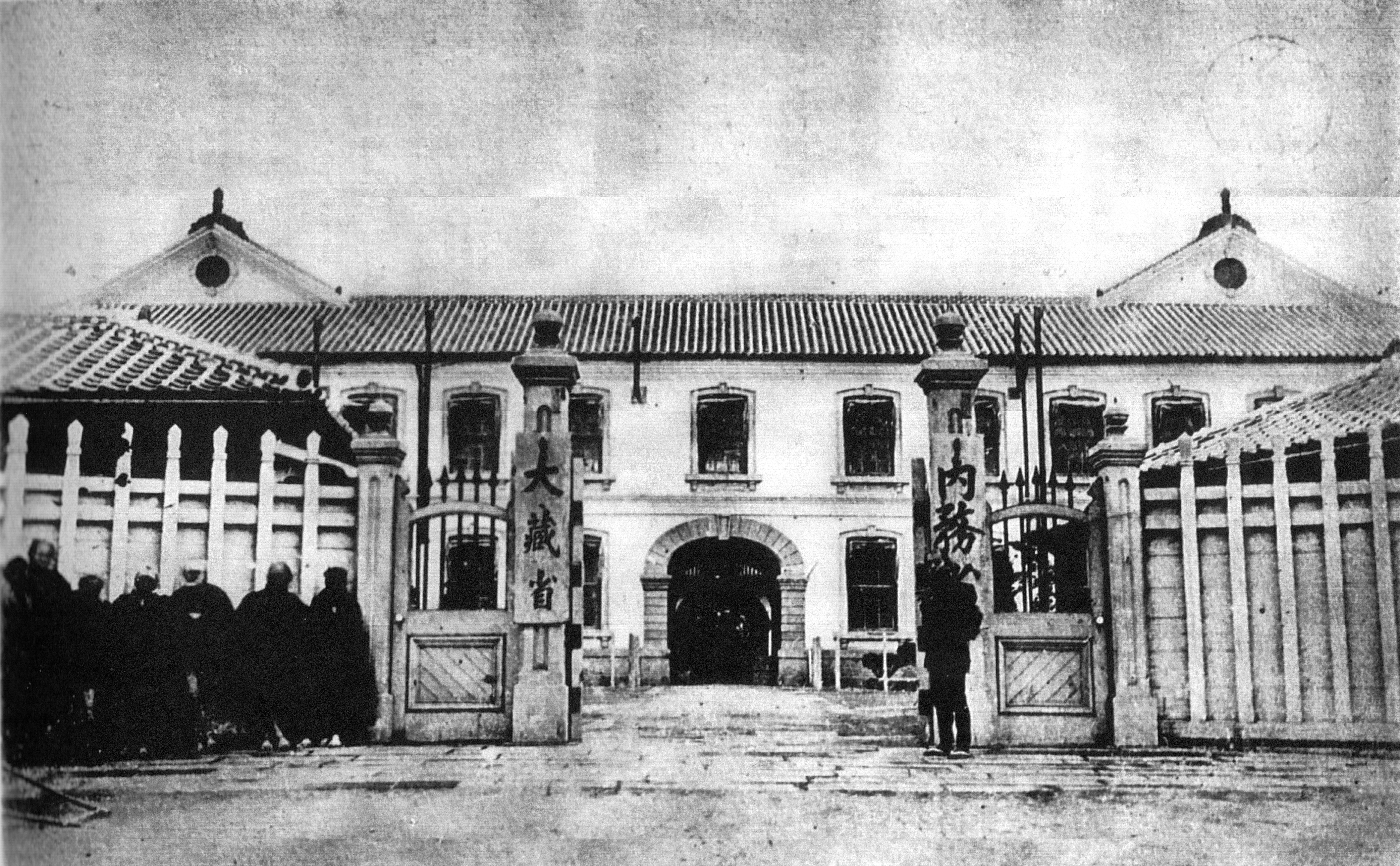
大蔵省
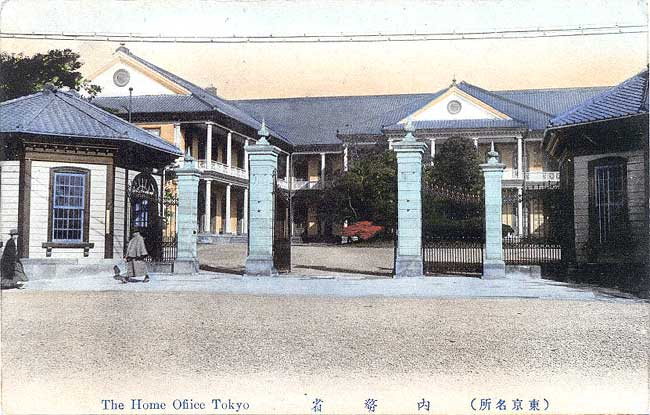
内務省
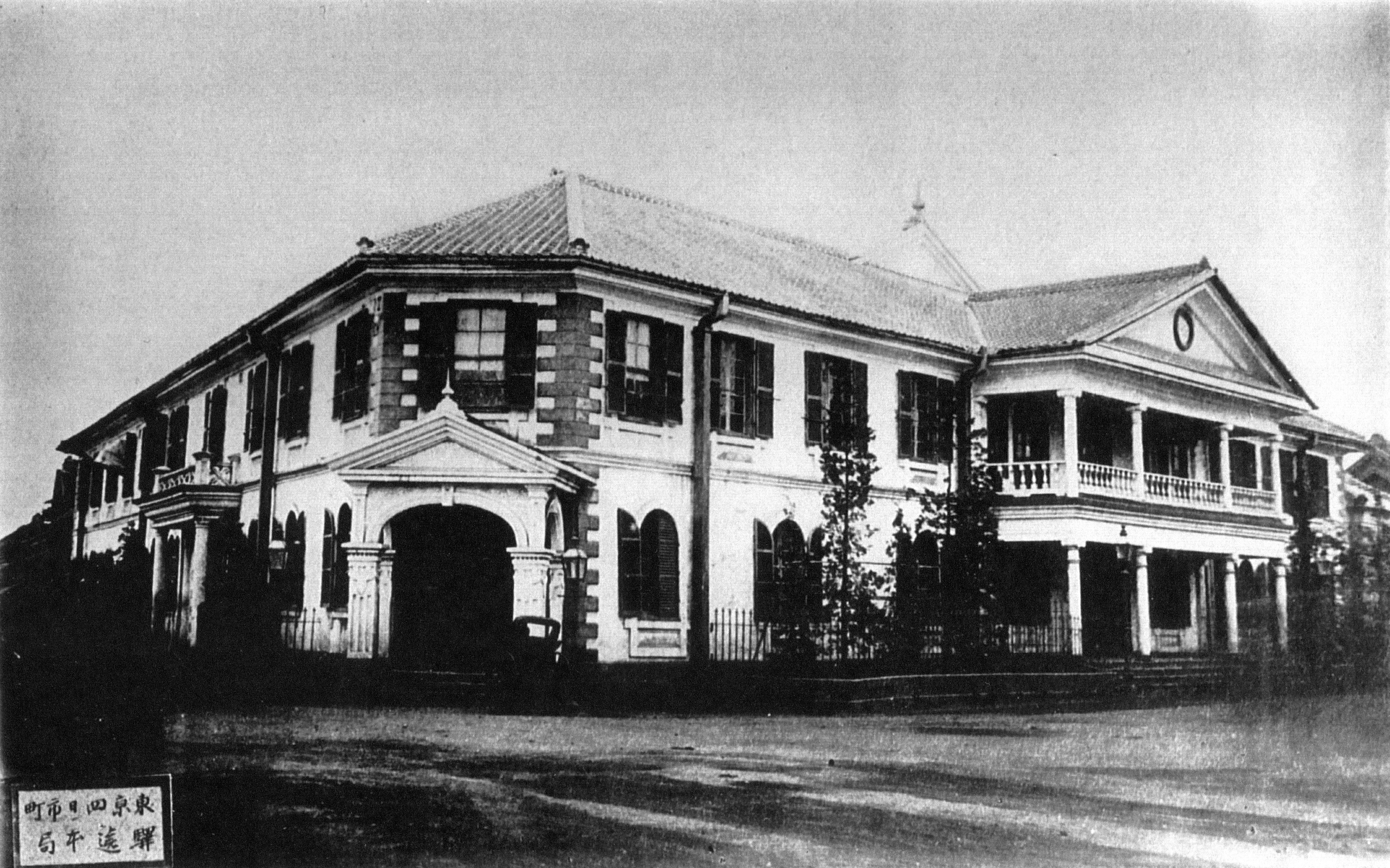
駅逓寮
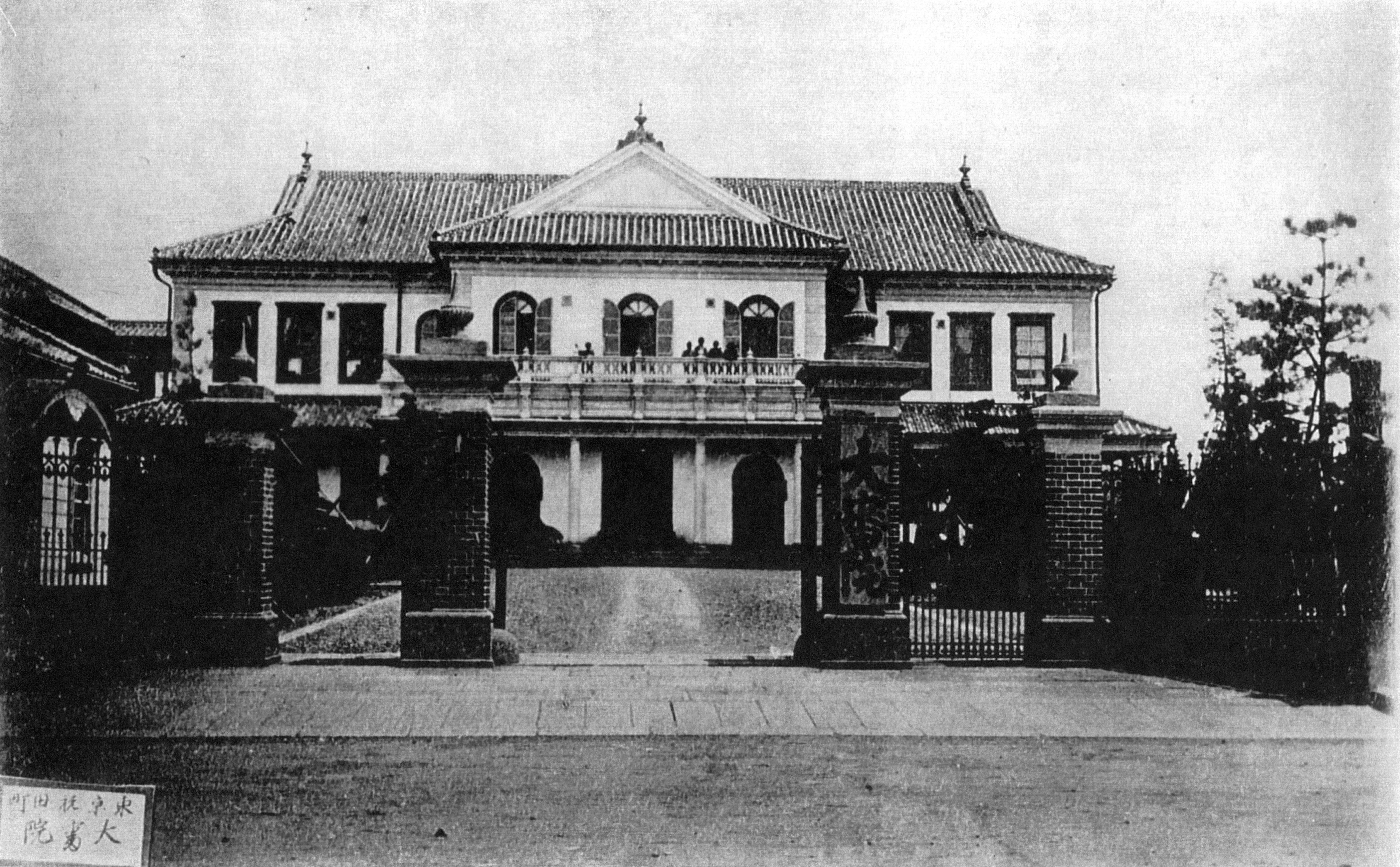
大審院

建物の内容を見ると、ブリジェンスや清水喜助のような木骨石造ではなく、普通の壁には漆喰を塗りアーチやコーナーストーンにのみ石を貼る木骨石造の省略形となっている。建物の姿も、日本屋根が乗ったり塔が付いたりせず単調な四角形の内に納まり、唯一ペディメントと列柱のついた大ぶりな車寄せが張り出している。こうした構成にはパラディアニズムを好んだウォートルスの影響が見られる。擬洋風の建築表現としてはおとなしいが、中央官庁の建築ということで地方への影響力は強く、車寄せだけを強調したパラディアニズム崩しの構成は地方官庁の定型として広まっていった。

### 木造漆喰の小学校
学制発布を境に、小学校だけでなく郡役所、県庁、警察署といった地方の公共建築も洋風化を求められるようになる。各地の棟梁は東京、横浜、長崎などで擬洋風やベランダコロニアルの洋式建築を見聞し、国許に小学校や役所を建てた。木骨石造系の擬洋風から一歩進んだこれら木造漆喰仕上げの擬洋風は、中部地方の長野、山梨、静岡の三県で最もよく盛り上がった。
中でも特に盛り上がったのは山梨で、県令藤村紫朗のもと藤村式建築と呼ばれる一連の擬洋風建築が建てられた。藤村紫朗は山梨赴任前に、小学校発祥の地である京都を経て、大阪で擬洋風の小学校建設を推進した人物で、琢美学校（1874年）と梁木学校（1874年）を皮切りに多数の擬洋風建築を建設している。立方体の主体部に太鼓楼を載せた形式を持つ小学校は他の地域ではあまり見られないが、琢美学校とほぼ同時期に大阪の東大組第十九区小学校（1973年）や滋賀県長浜の開知学校（1874年）が建てられていることから、この形式の発信源は大阪にあるとみられる。

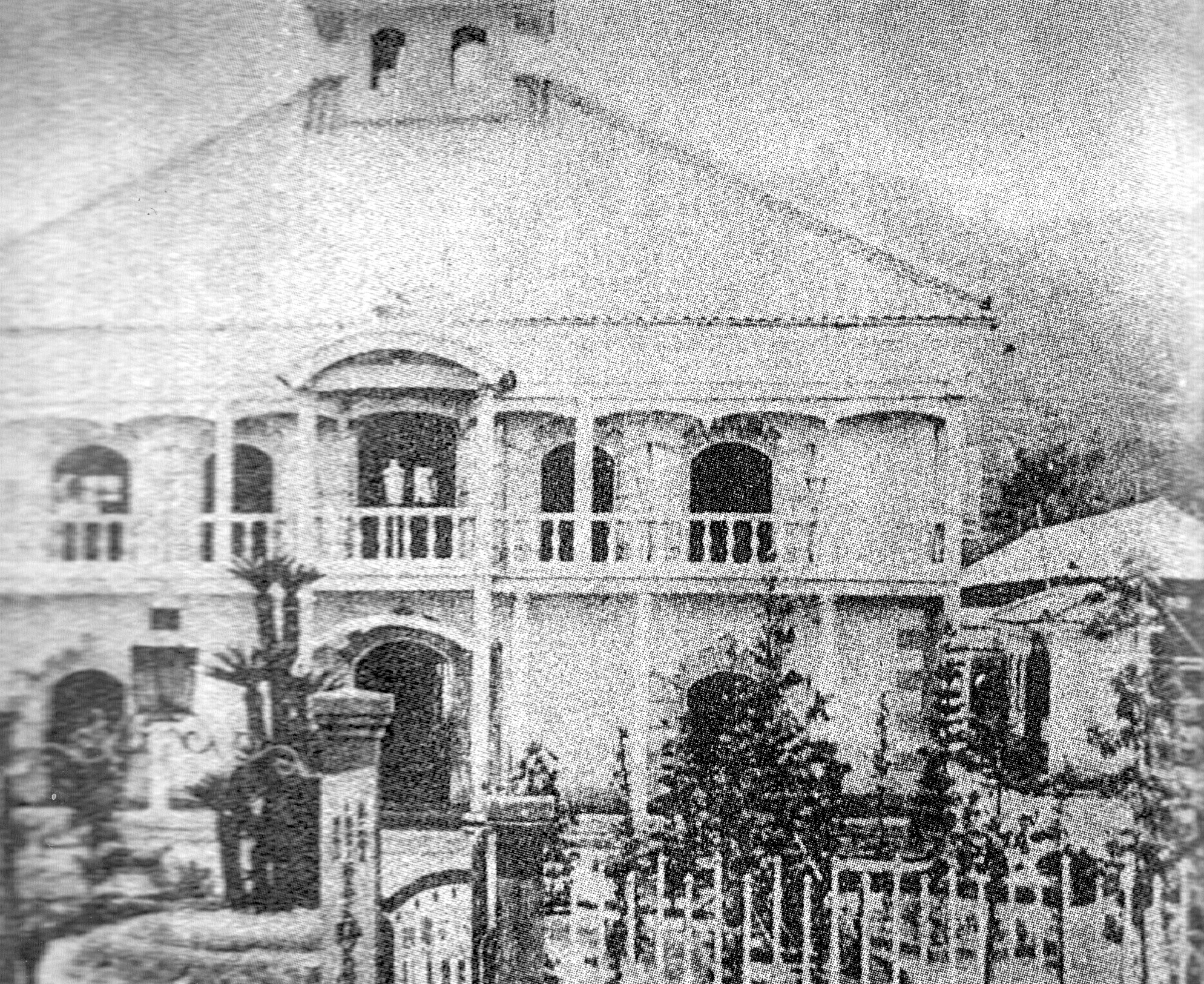
琢美学校
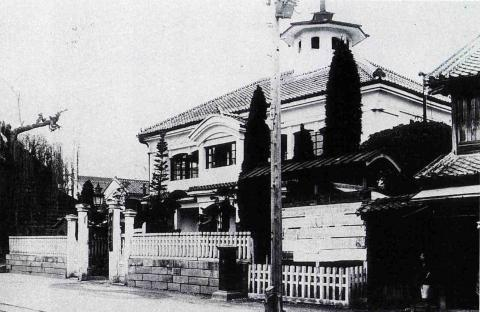
梁木学校
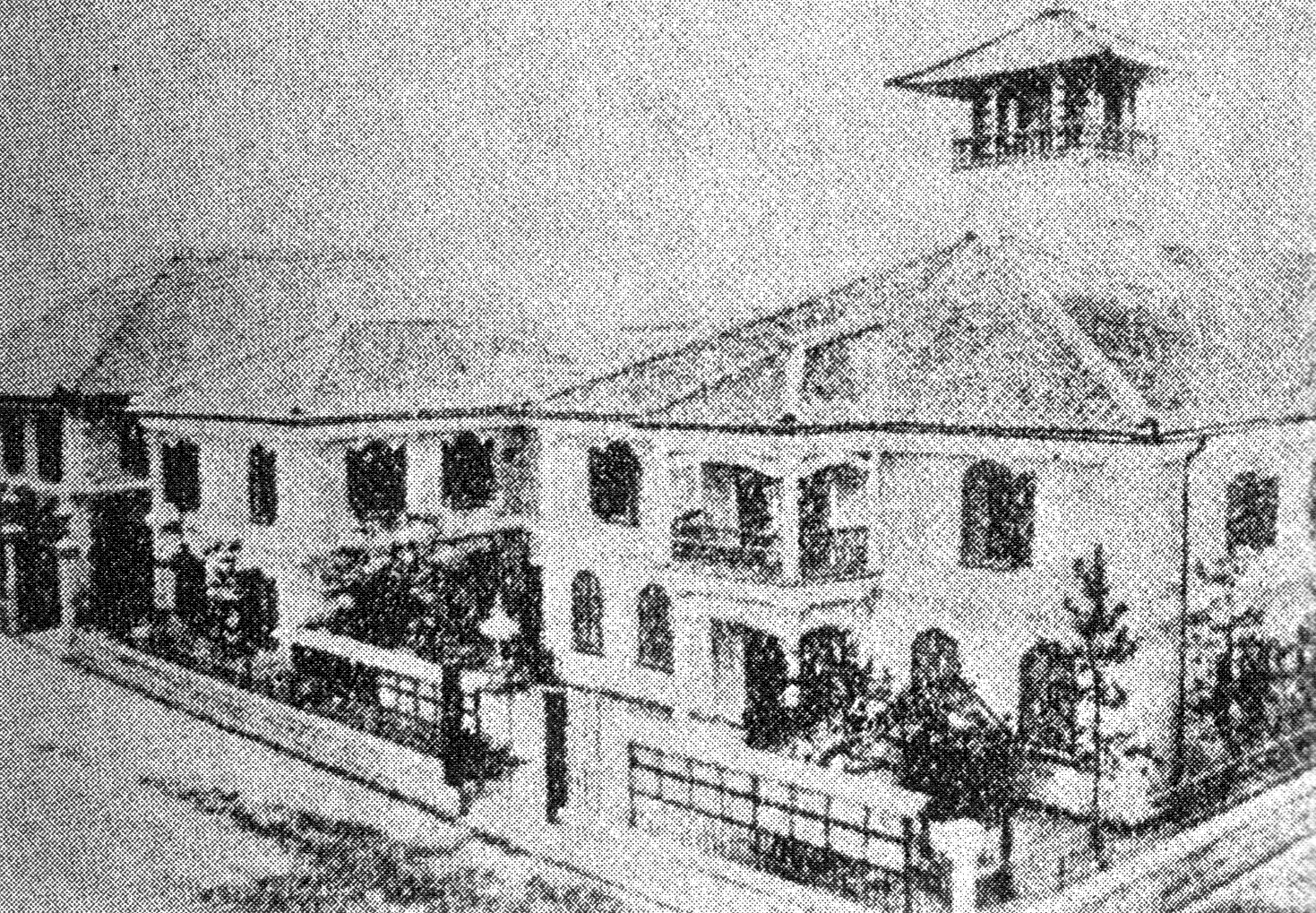
東大組第十九区小学校
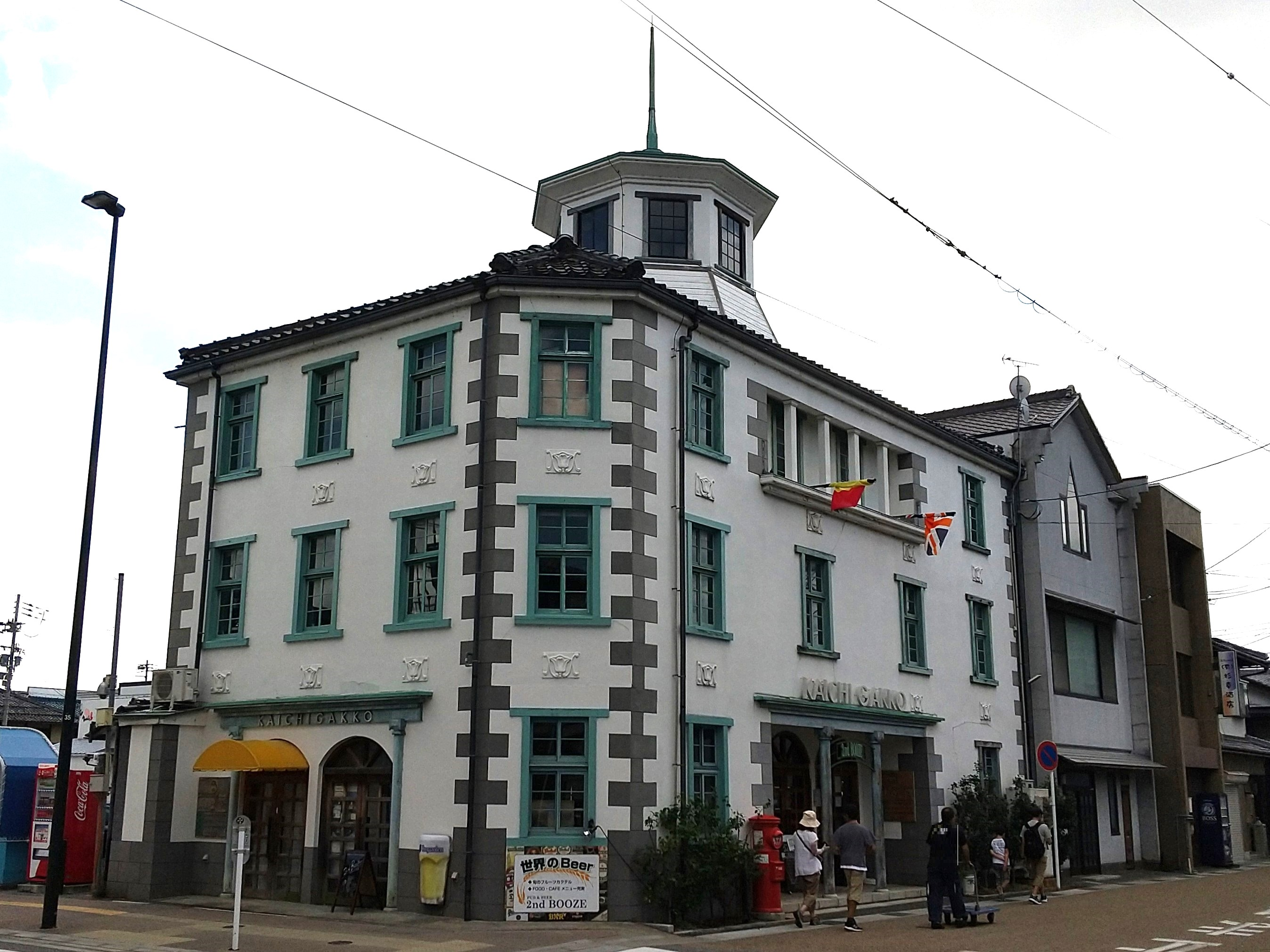
開知学校

山梨に続いて、静岡には見付学校（1875年）や坊中学校（1875年）、西之島学校（1875年）が、長野には中込学校（1875年）や開智学校（1876年）が建てられた。開智学校は設計に当たって東京や山梨の擬洋風が参考にされており、後を追って造られた諏訪盆地の高島学校（1879年）、山一つこえた格致学校（1878年）、隣村の山辺学校（1885年）などに影響を与えている。このように先進地に建てられた小学校は周囲の地域に影響を与え、木造漆喰系の擬洋風は全国に広まった。

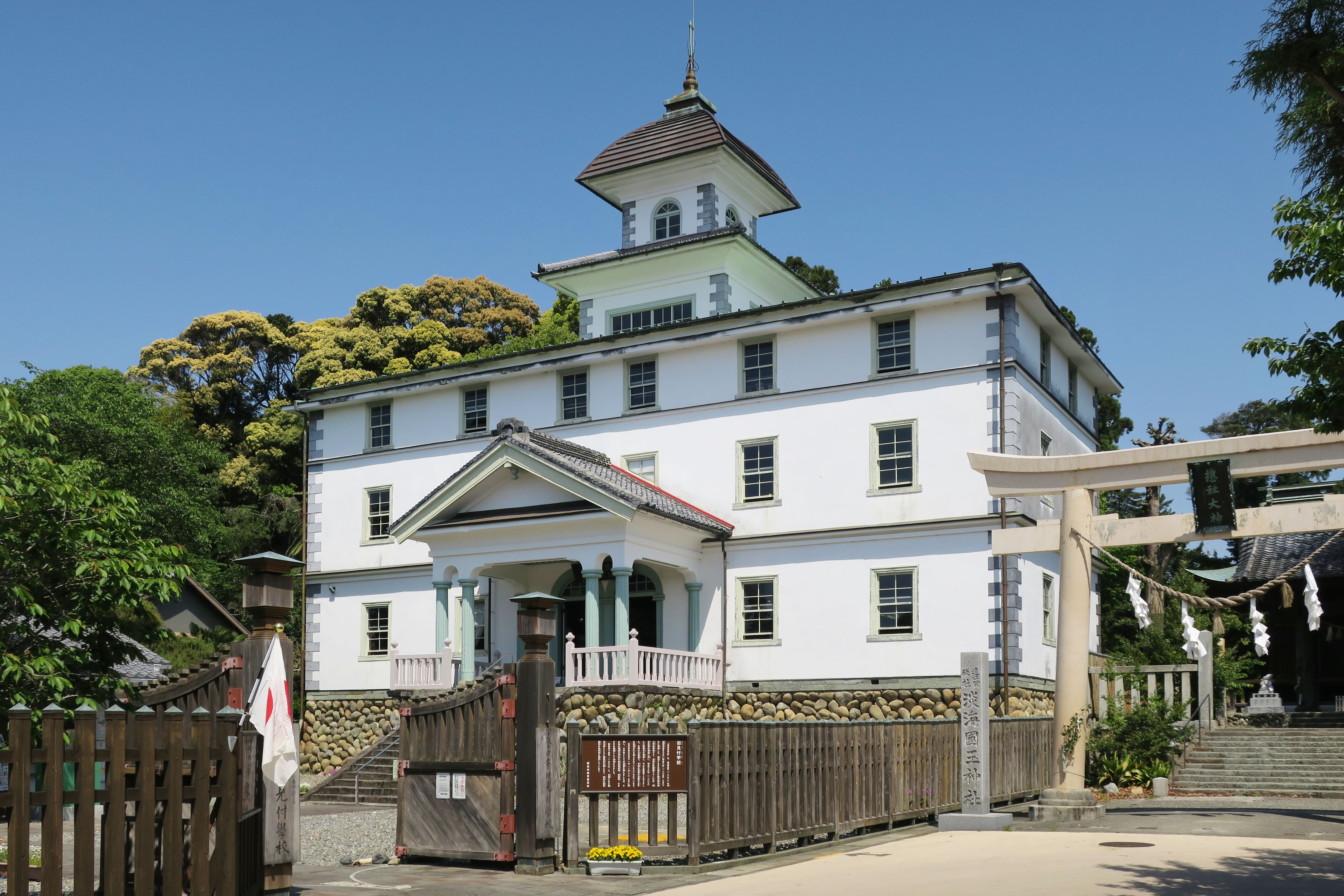
見付学校
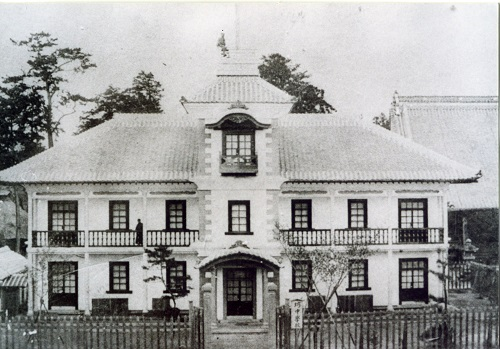
坊中学校
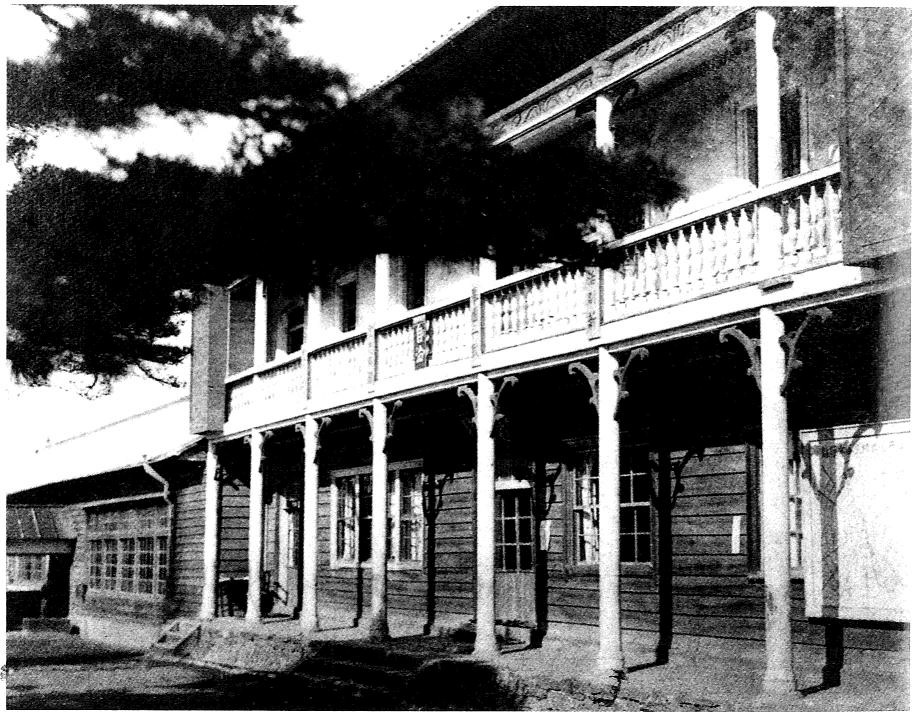
西之島学校
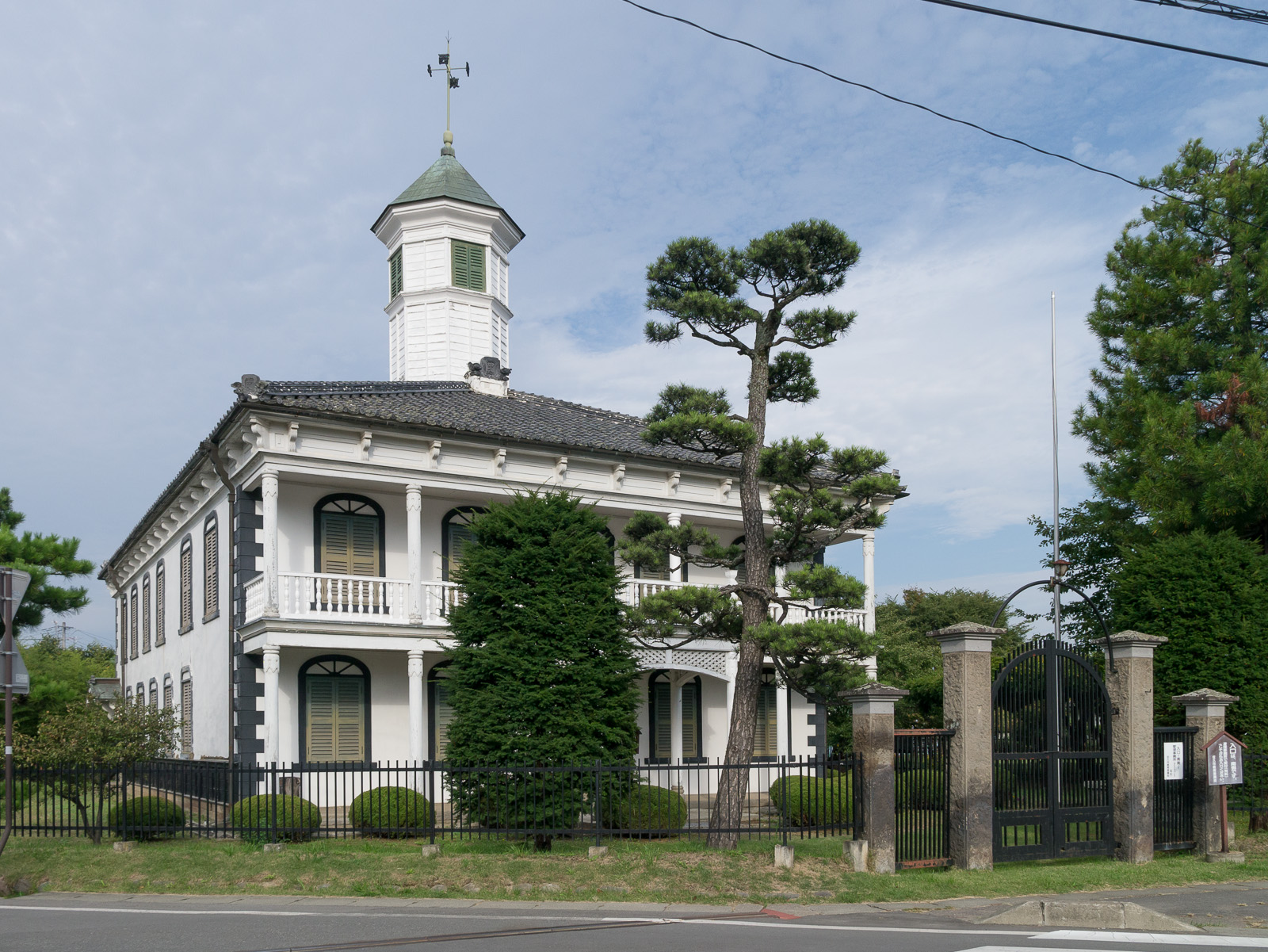
中込学校
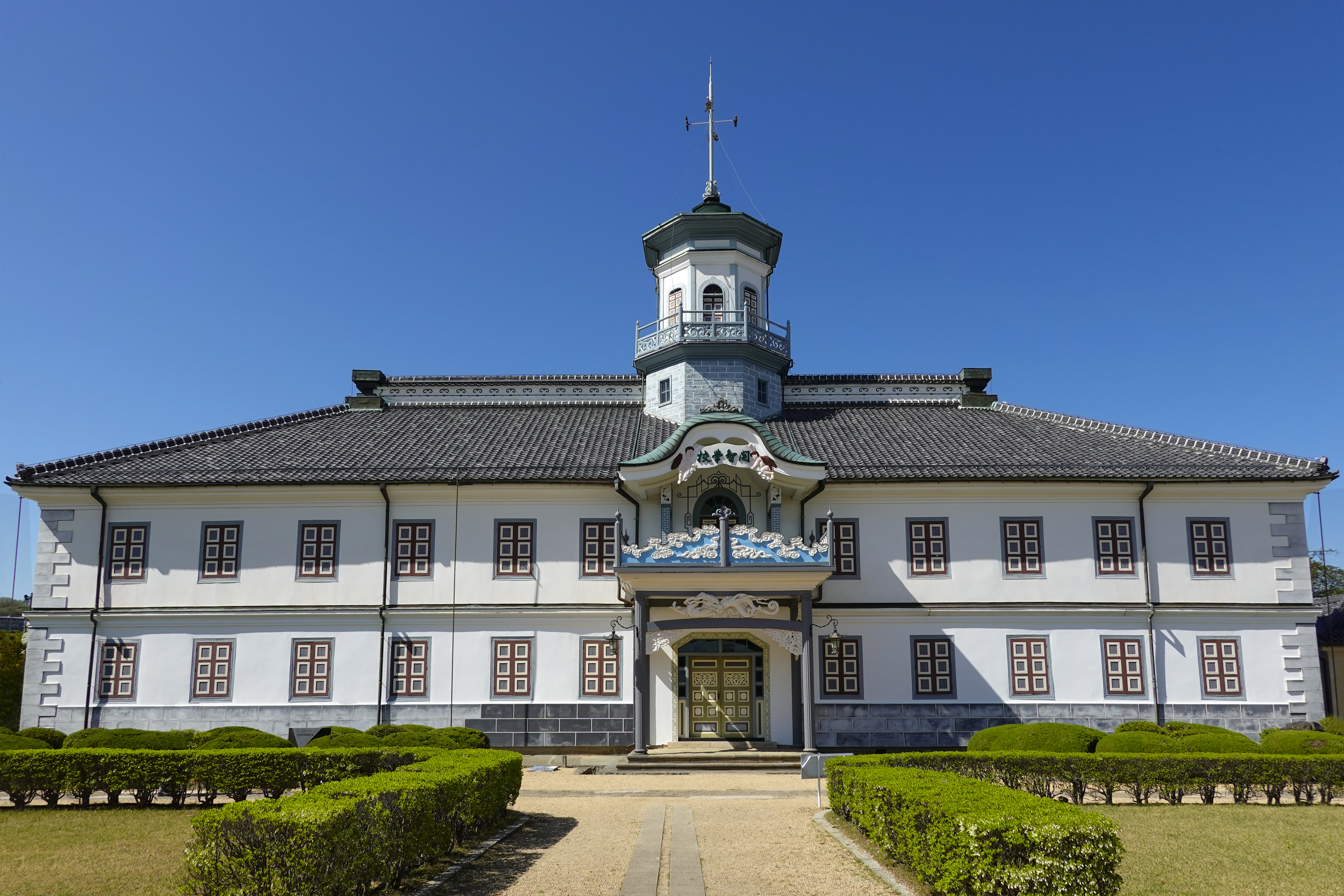
開智学校
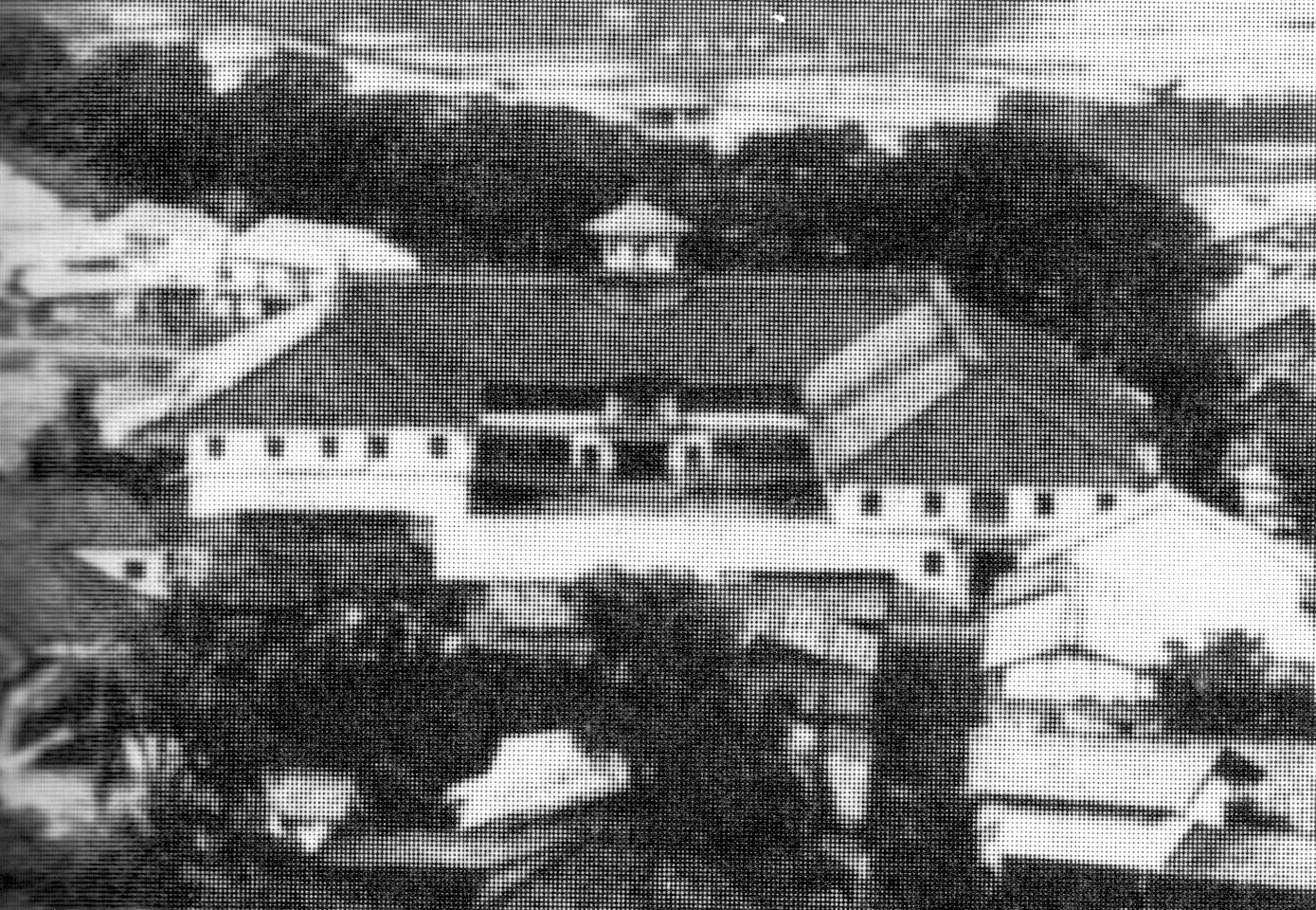
高島学校
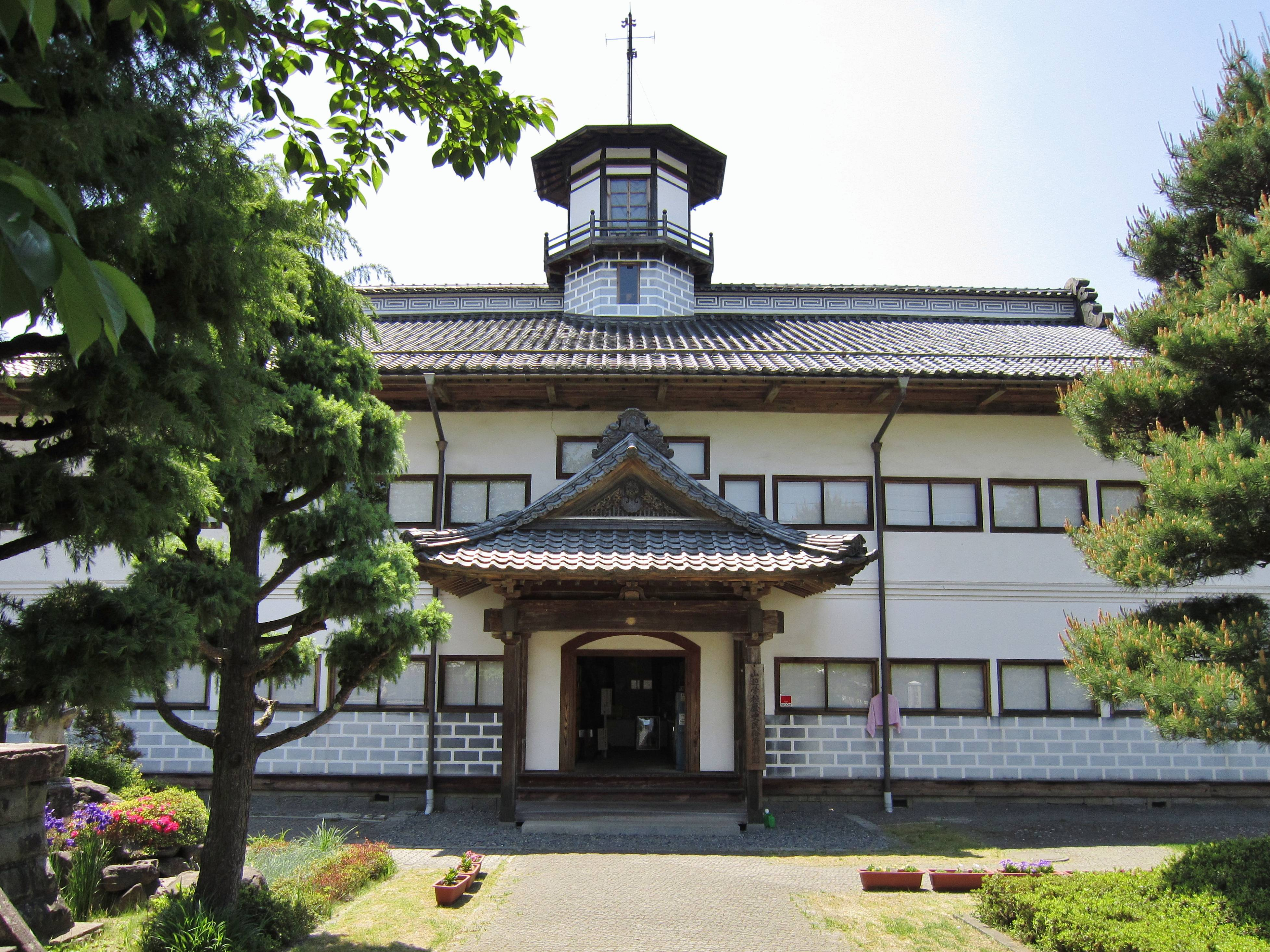
山辺学校

### 下見板の擬洋風
漆喰系の擬洋風がピークを迎える頃、下見板にペンキを塗って仕上げる擬洋風が登場し、擬洋風の晩期に広まった。下見板張りの擬洋風は山形県と東京府から始まるが、質と量から影響力は山形の方が大きいと考えられる。
山形では1876年（明治9年)の朝暘学校を皮切りに、県庁舎（1877年〈明治10年〉）、師範学校（1878年〈明治11年〉）、済生館（1879年〈明治12年〉）といった大作や、郡部に西田川郡役所（1881年〈明治14年〉）、鶴岡警察署（1884年〈明治17年〉）などが建てられた。
建設ラッシュは1876年（明治9年）から1881年（明治14年）まで5年間続き、造られた建物は主なものだけでも28件に及ぶ。札幌と鶴岡の間で技術交流があった山形県では、開拓使から下見板張りのアメリカ風建築が伝わり、こうした擬洋風建築が建てられた。建設を主導した県令三島通庸は、転任先においても福島県の伊達郡役所（1883年〈明治16年〉）や南会津郡役所（1885年〈明治18年〉）、栃木県庁舎など、下見板張りの擬洋風建築を建て続けた。

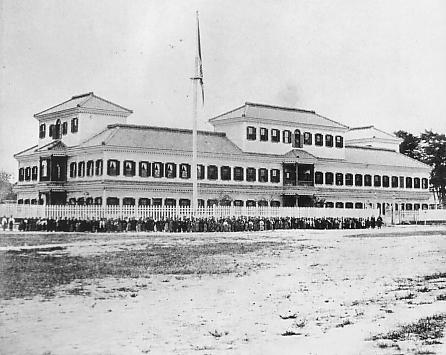
朝暘学校
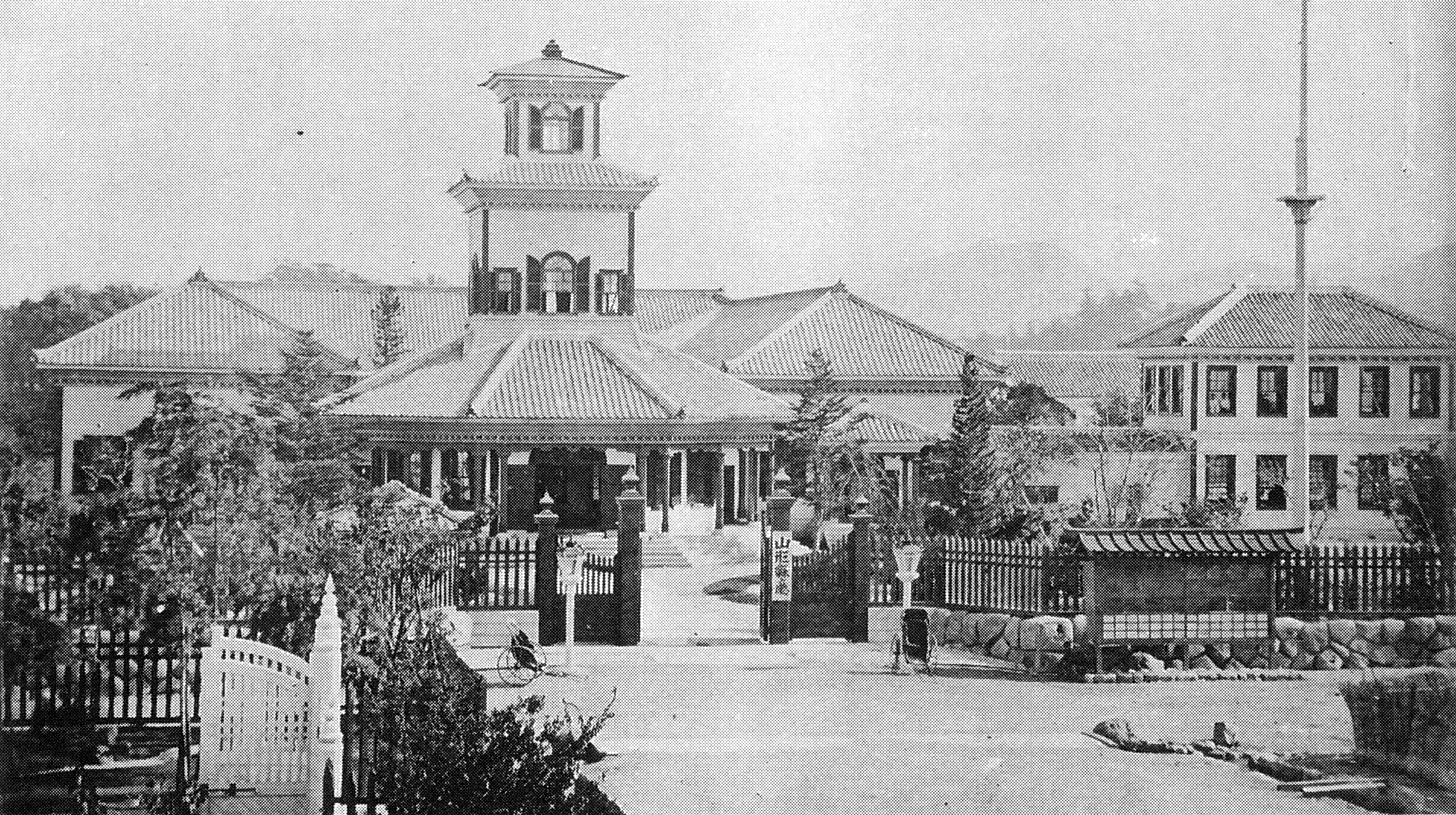
山形県庁舎
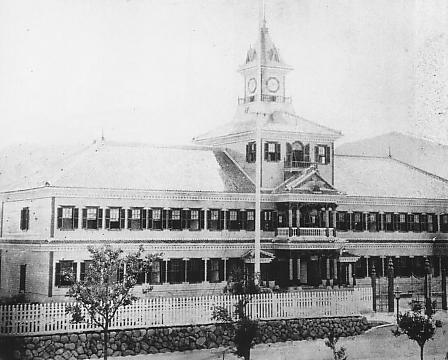
山形師範学校
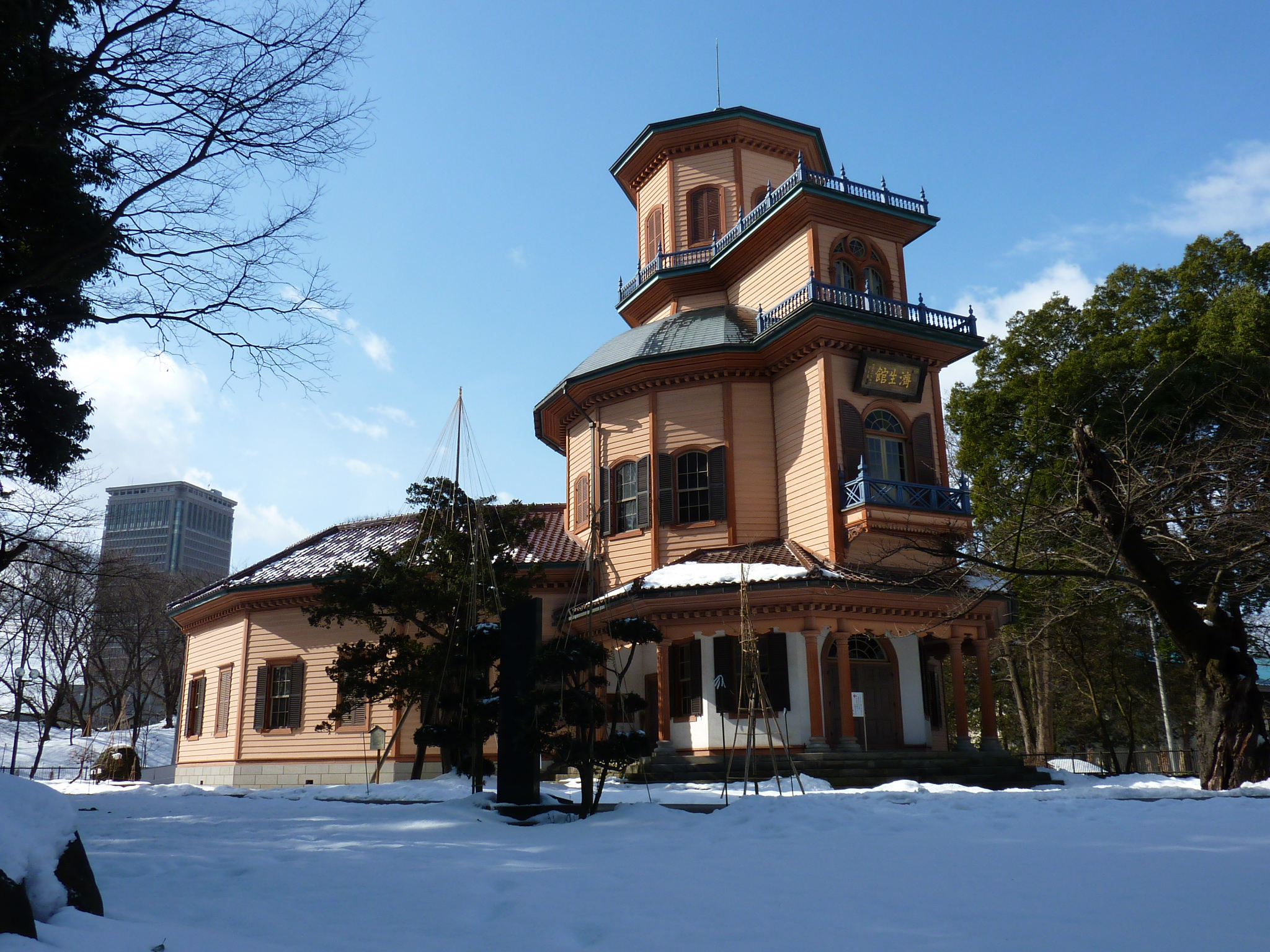
済生館
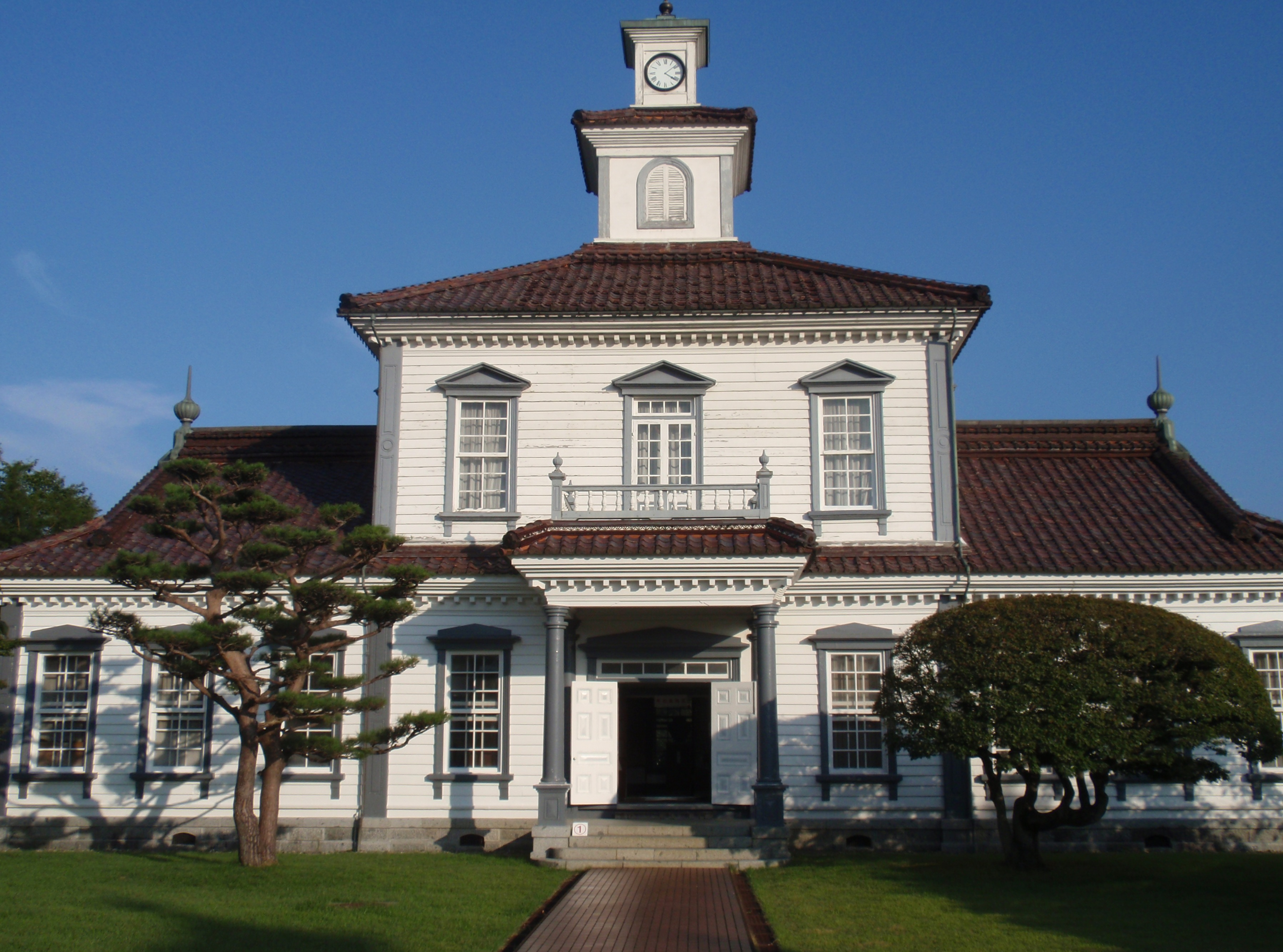
西田川郡役所
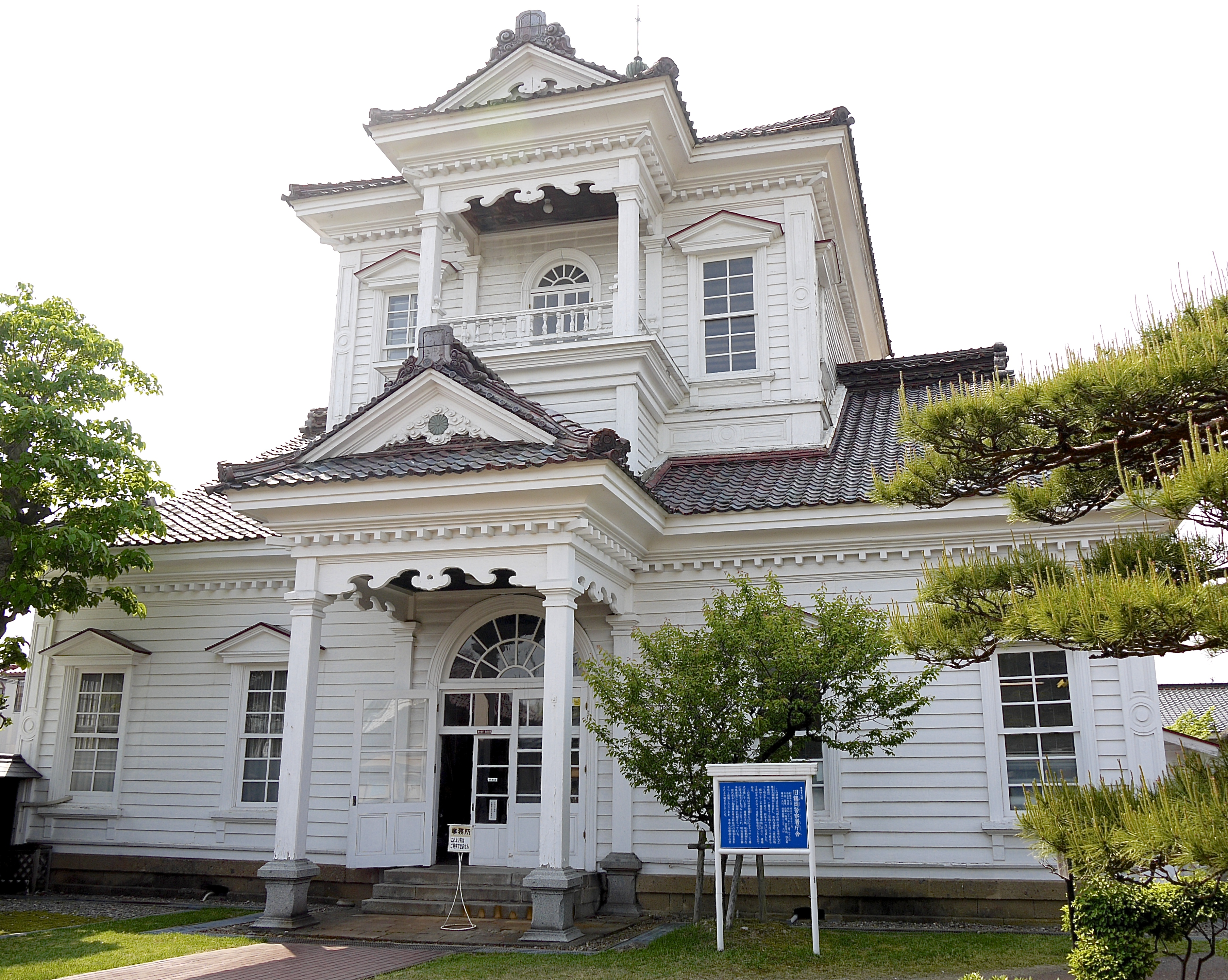
鶴岡警察署
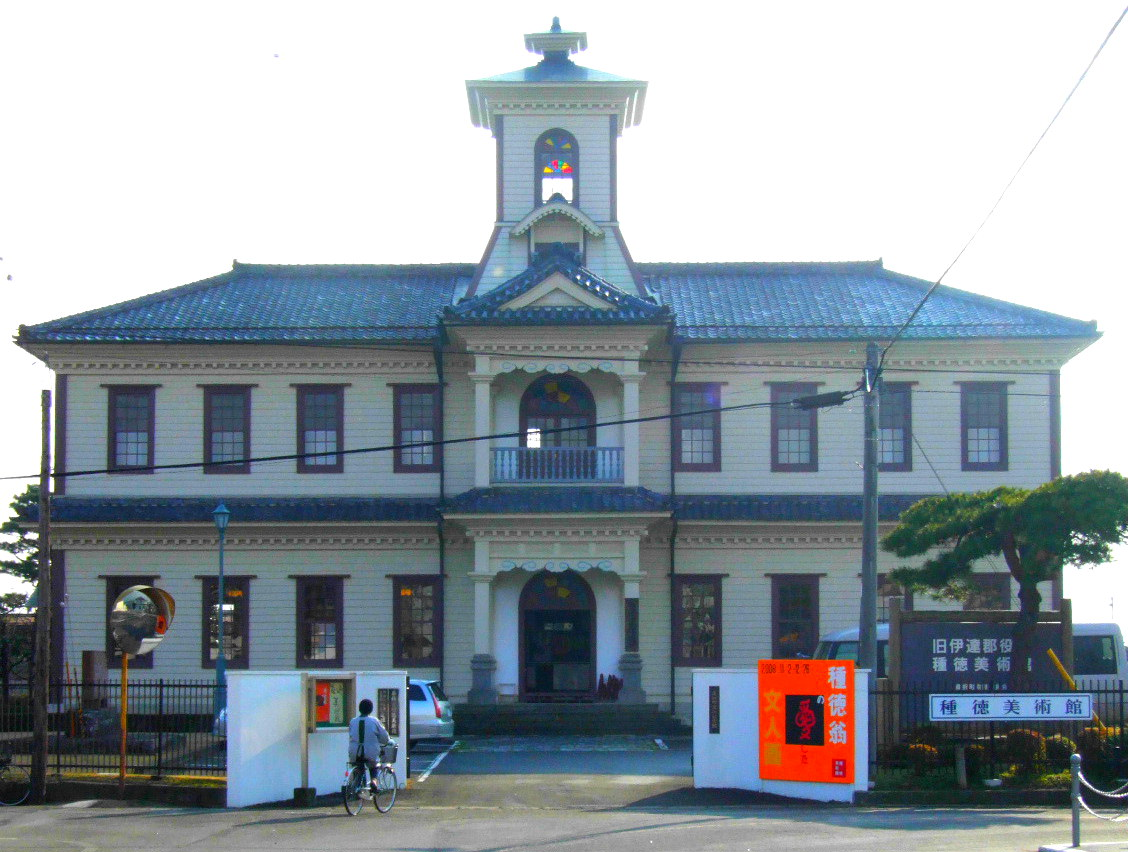
伊達郡役所
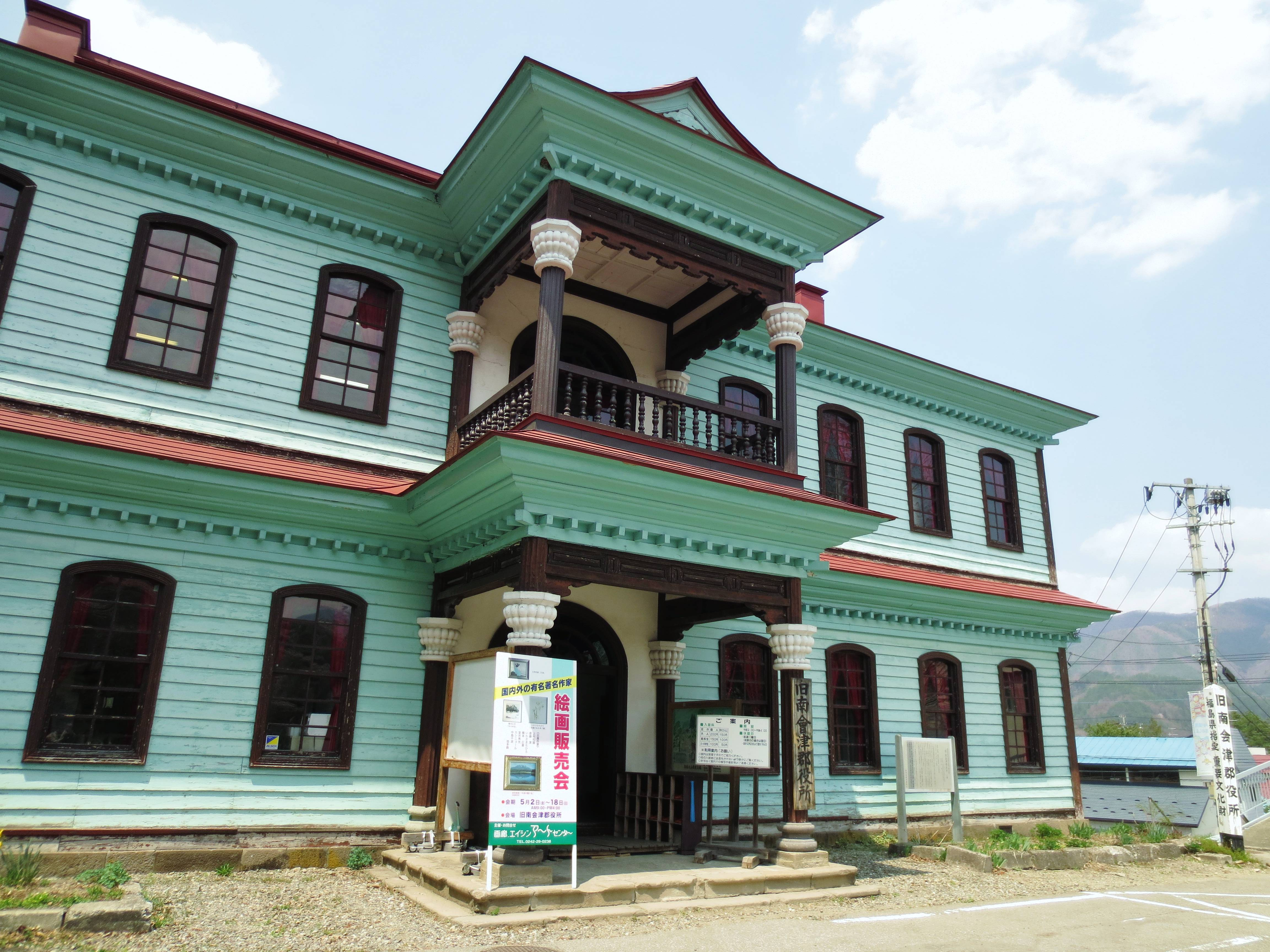
南会津郡役所
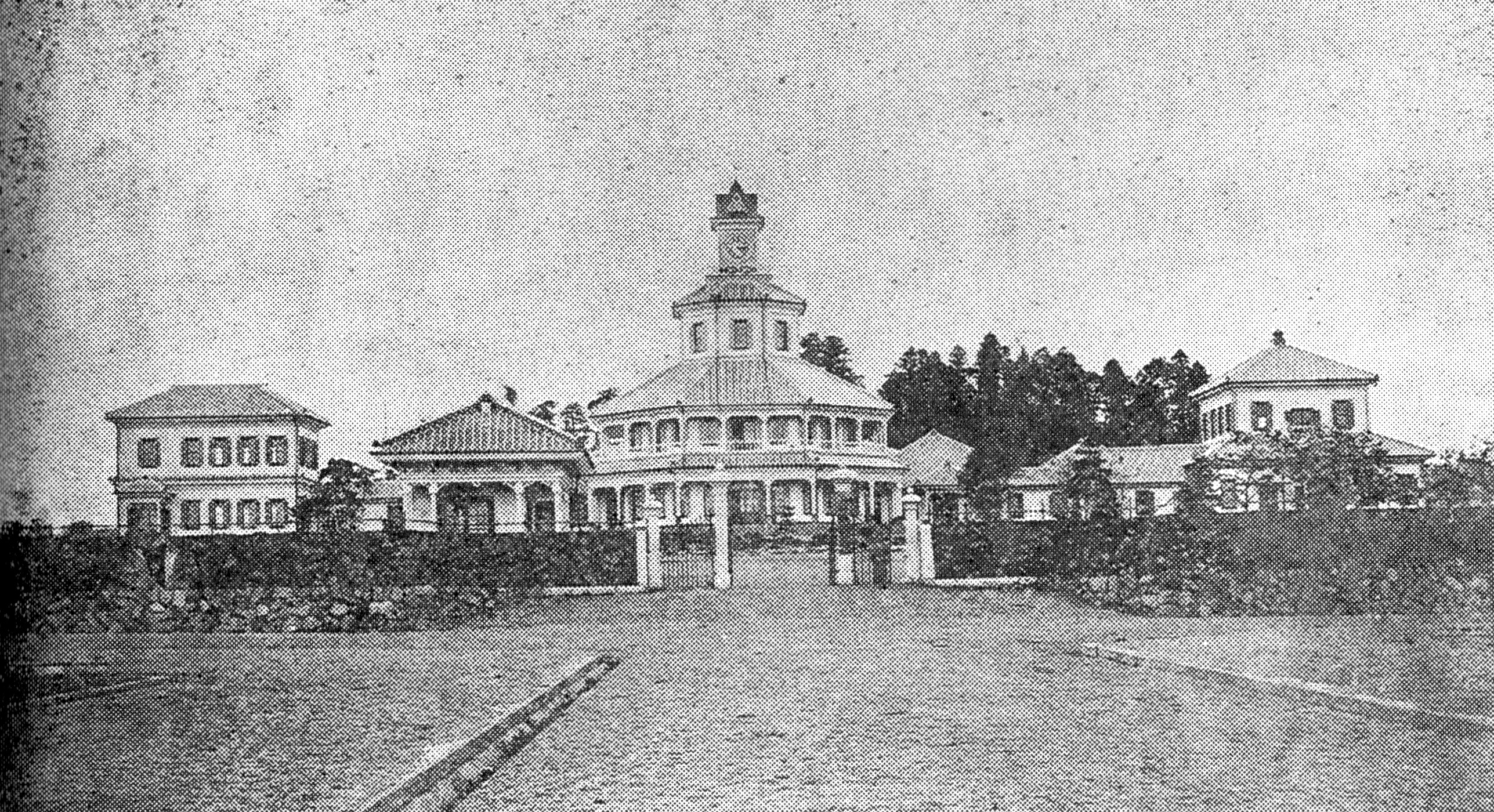
栃木県庁舎

東京市では1874年（明治7年）竣工の工部省が下見板張り擬洋風の第一号だが、しばらくその後続はなく、1877年（明治10年）になってから学習院、駒場農学校、一ツ橋講堂、1877年（明治10年）に元老院などが建てられた。これらは大蔵省営繕寮によるもので、木骨石造系を建てていた中央官庁の技術陣は明治10年に入ると下見板系に転じている。

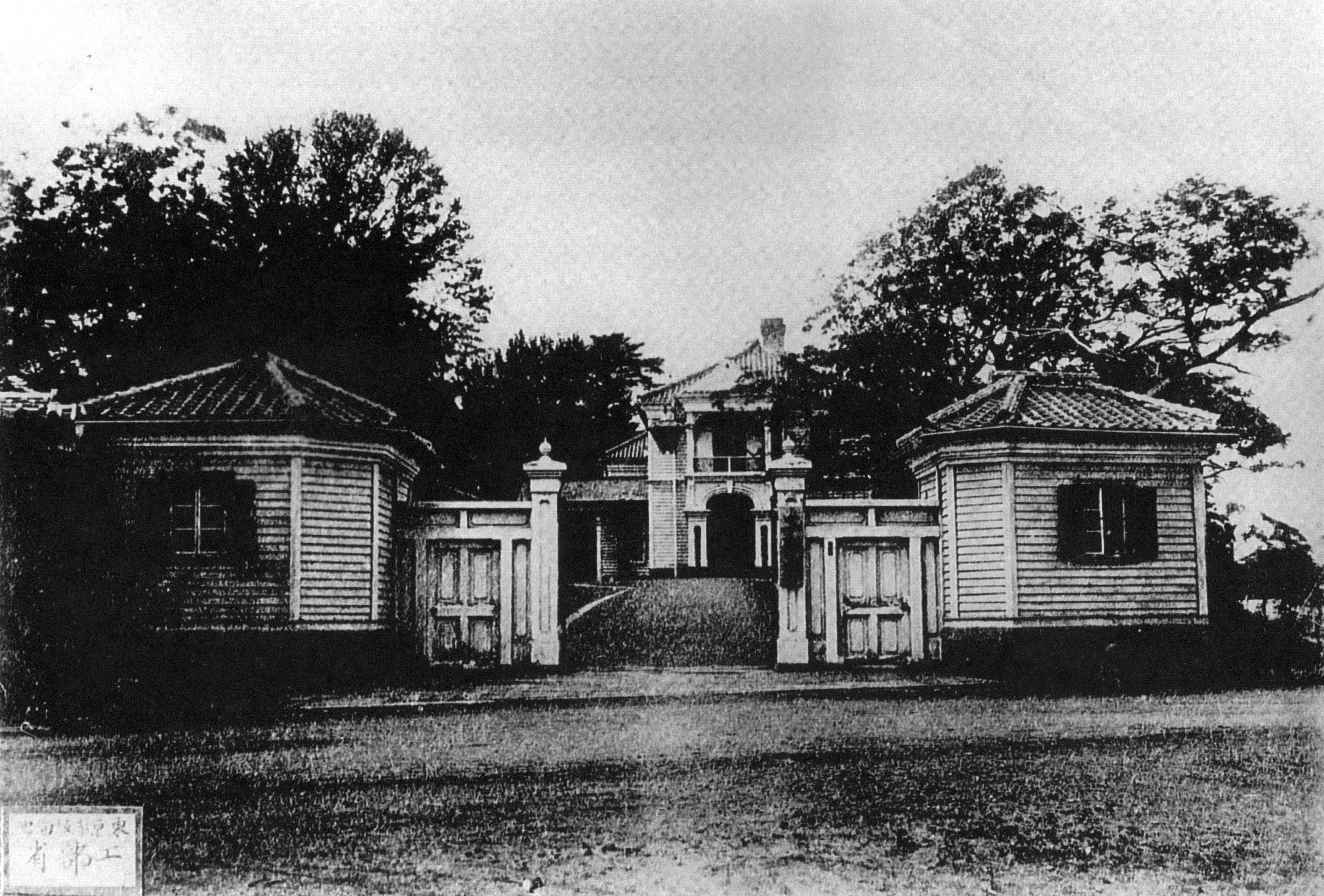
工部省
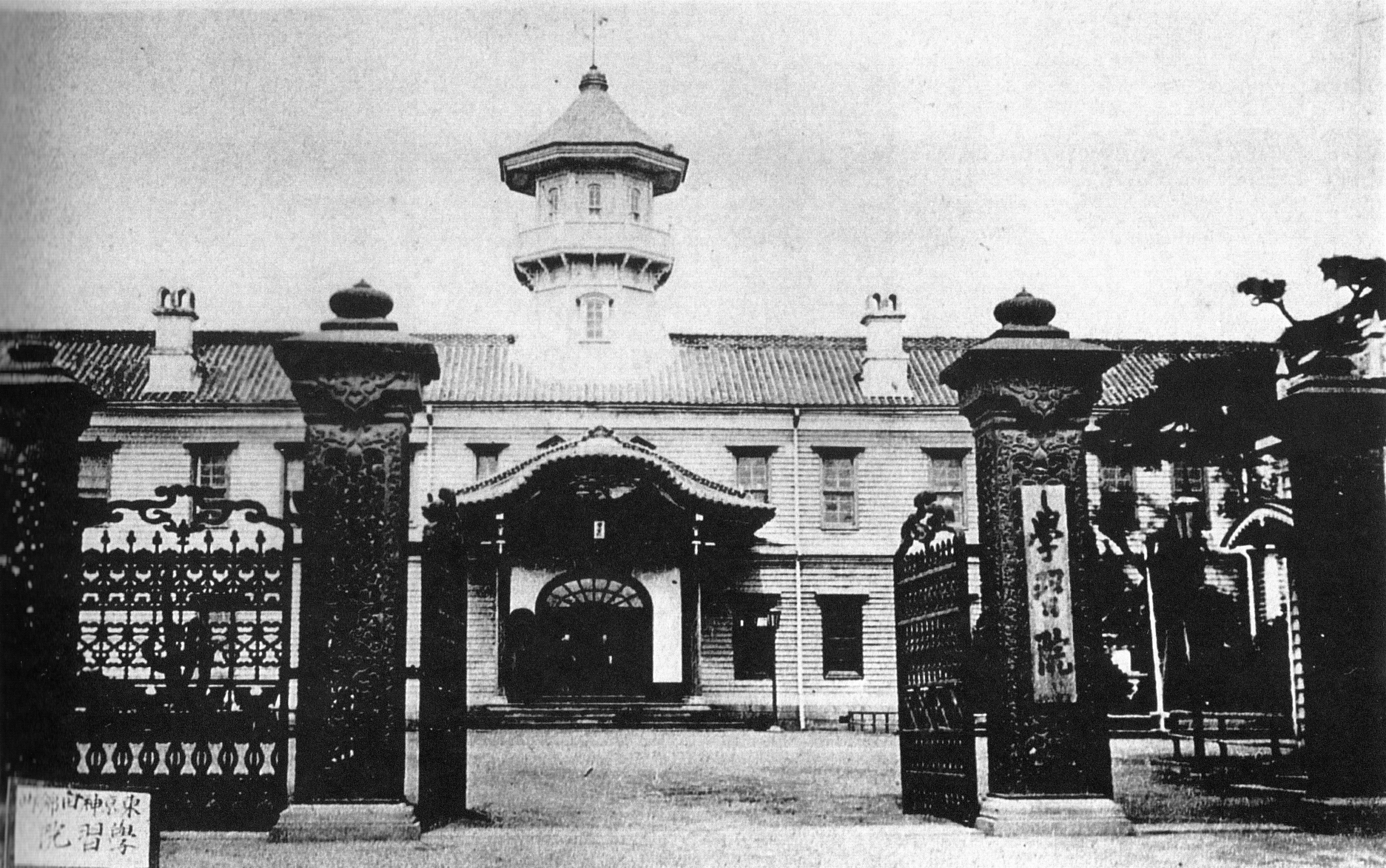
学習院
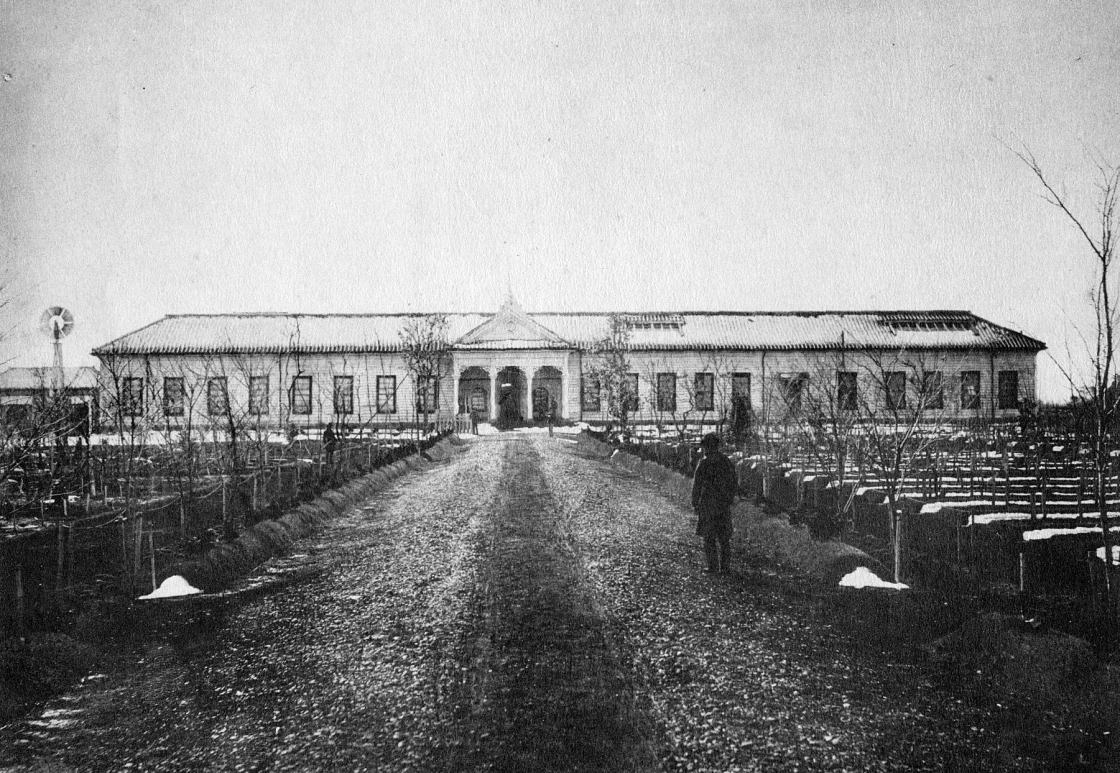
駒場農学校
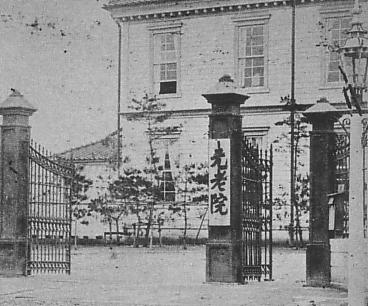
元老院

伝統の木造技法で容易く作ることができ、日本の風雪にも強い下見板の擬洋風は明治10年代を通じて東北三県と東京に根付いた後、明治20年代に入って日本列島全域に広まったと考えられている。写真館や医院など全国に残る下見板の簡便な西洋館は、この下見板の擬洋風の末裔にあたる。

### 擬洋風の終焉
オリジナリティの高い建築が作られていた擬洋風建築であるが、明治10年代後半になるとどこか似通った形をとるようになってくる。塔屋が設けられなくなり、寄棟造二階建の棟の中央に三角ペディメントを戴く二層車寄せを設ける形式が一般化していく。本庄警察署（1883年）、氷上郡各町村組合立高等小学校（1884年）、宇和島警察署（1884年）など、地域的な偏りがなく同時期にこうした形式の建築が建てられた。情報不足ゆえに多様性を生んでいた擬洋風のデザインは、時間の経過と共に情報が増加し定型化されていく。

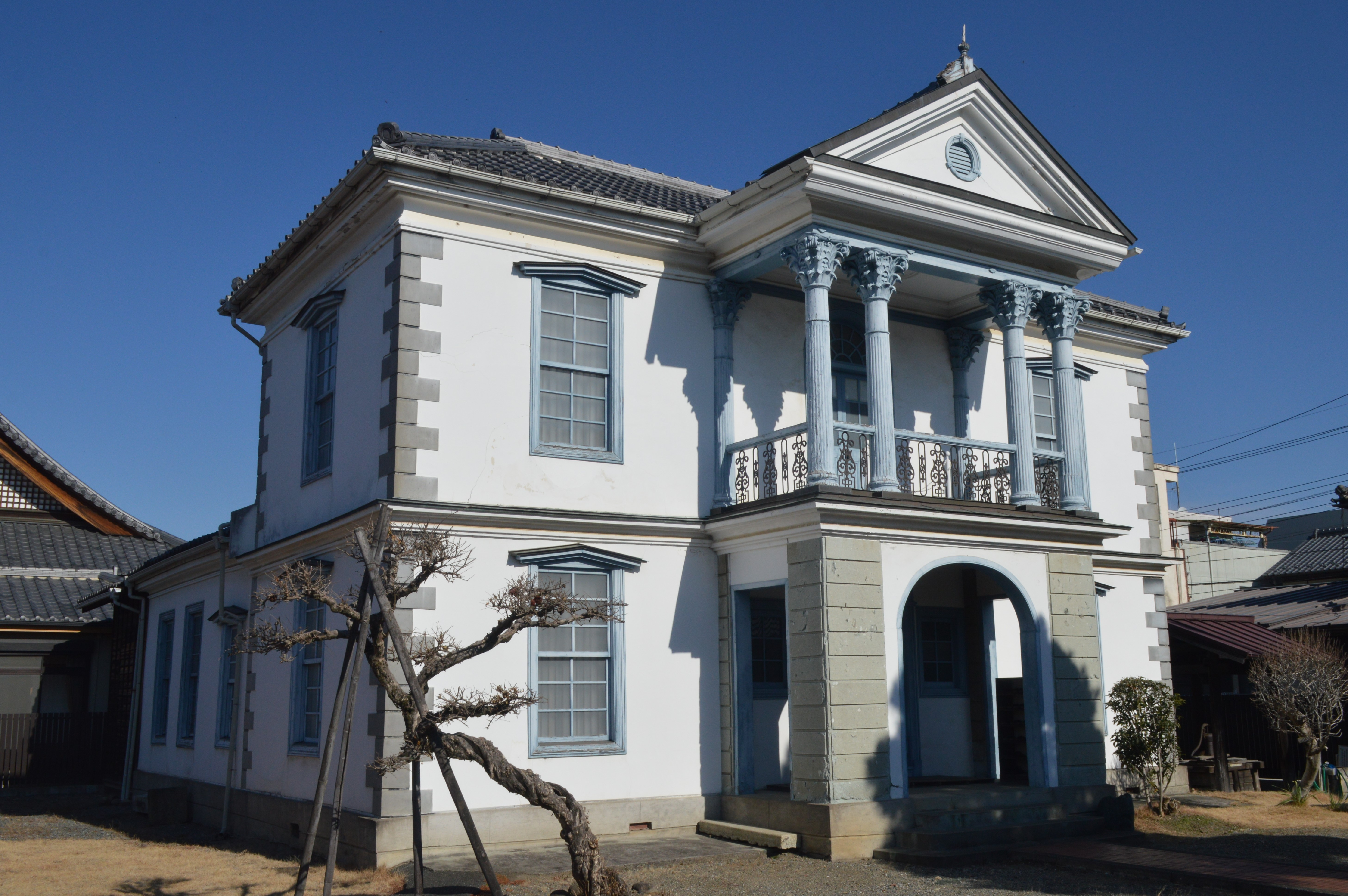
本庄警察署
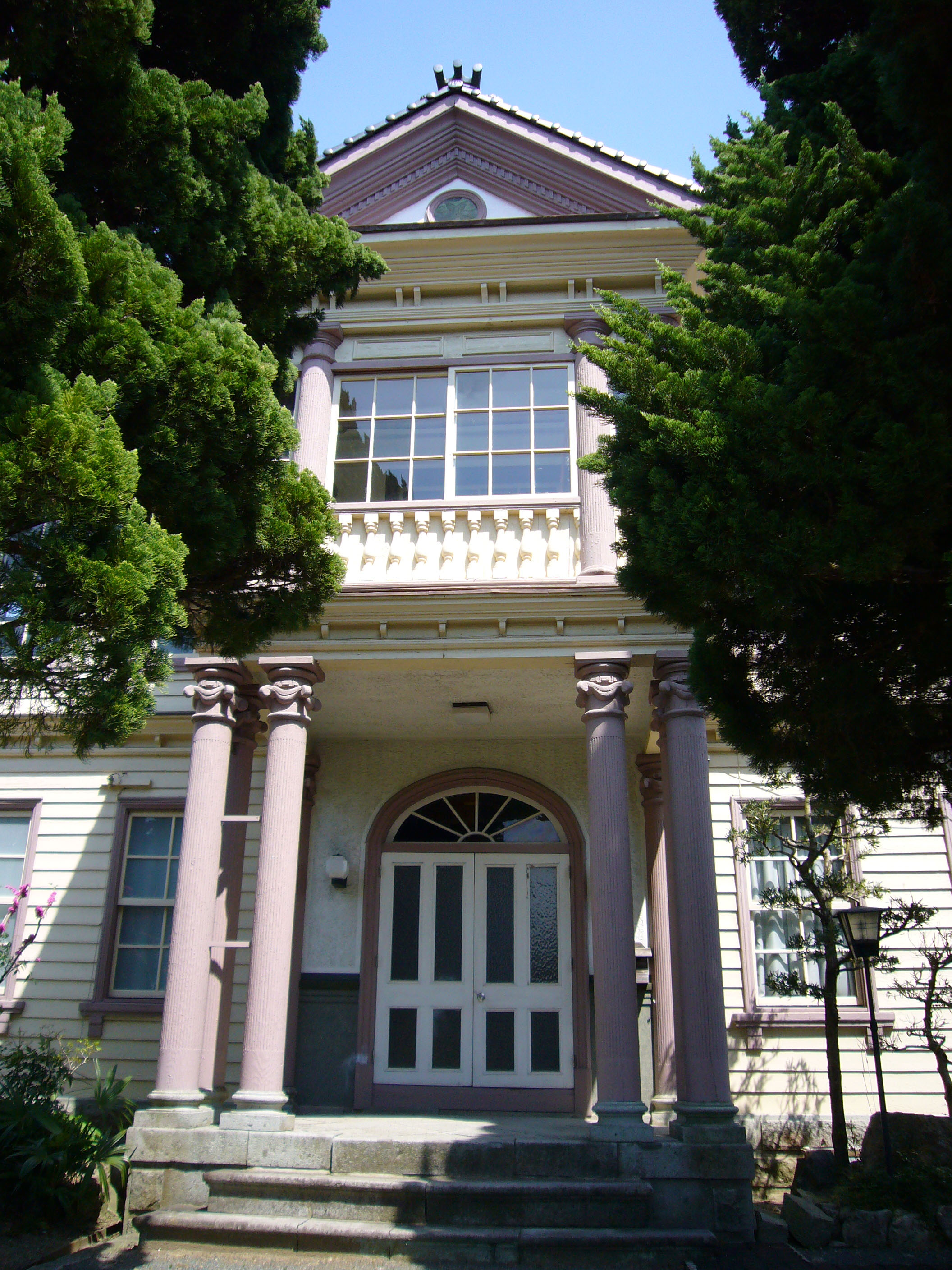
氷上郡各町村組合立高等小学校
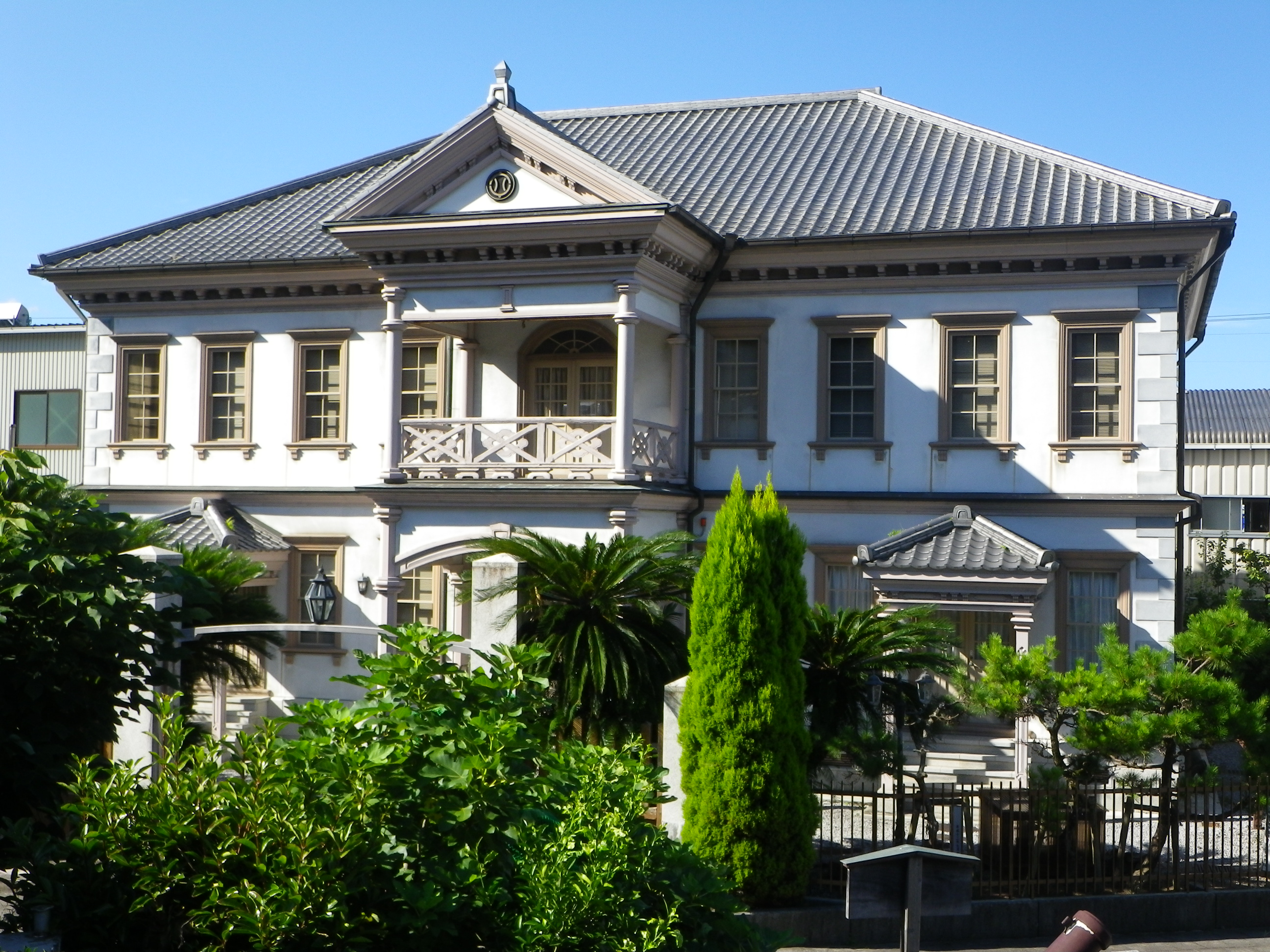
宇和島警察署

官庁舎の建築形式が標準設計化していったことも、定型化を促す要因となった。1877年から1881年の間、府県庁舎建設費が国費支弁になり、新築に際して国の審査が厳しく行われるようになった。結果として内務省庁舎の形式がほとんど唯一の選択肢となり、形式が平準化していく。1881年7月に工費が地方負担に変更されるが、この頃になると官庁舎の設計に建築家が関与するようになり、擬洋風の時代は終焉に向かっていた。
小学校建築も、1877年前後から各県において学校建築法が制定され、学校建築に計画概念が導入されはじめる。1890年には小学校設備準則、1895年には学校建築図説明及設計大要が制定され、それまで各府県において指導されていた学校建築が政府によって一元的に指導されるようになった。その結果、小学校の平面は片廊下の棟を数棟並べた形式に収斂していく。また、和風校舎と比べ工費や修繕費が高く付くことから擬洋風校舎の建設が避けられるようになる。こうして、日本の小学校建築からデザイン意識そのものが急速に失われていった。
さらに、1887年（明治20年）頃から擬洋風建築には種々の改造が施されるようになる。南方起源で日本の気候に合わないベランダは建具をはめられ室内化し、軒が浅いために剥離しやすい漆喰壁は下見板で覆われた。擬洋風の最大の特徴である塔屋や車寄せも、より本格的な西洋建築に近づけるため撤去あるいは改変されていった。

## 評価
擬洋風建築は当時「西洋造」や「洋風家造」「西洋型家屋ニ模」したもの「洋風模造」などと呼ばれていた。同時代から「模造」だと認識されていたが、これは本来石造、煉瓦造で造られるべきものを木造で代用したもの、つまり様式上の模造ではなく構造上の模造として認識されていた。
明治10年代後半以降、工部大学校を卒業した日本人建築家たちが活動を開始すると、西洋建築を直写した建築が建てられた。諸外国との不平等条約を解消したい明治政府にとって、近代化とは性急な西洋化に他ならなかった。こうした趨勢の中、明治初期の擬洋風建築は様式的正確さを欠いた恥ずかしいものとして断罪される。批判の中で擬洋風建築はまとまりのあるものとして認識されるようになり、模造の対象も構造から様式に読み替えられた。
大正期になると、明治期の洋風建築を再評価する動きが活発に見られるようになる。建築家たちが自己の表現を強く意識しはじめたこの時期、擬洋風建築も独創性の発露として高く評価された。
戦後、擬洋風建築には「見よう見まね」という評価が決まり文句のように結びつけられるようになる。1950年代後半から始まる明治建築の本格的な研究においても、コロニアルスタイルの稚拙な模倣として位置づけられていた。1960年代から擬洋風建築が文化財指定されるようになるが、様式よりも近代化に貢献する文化的意義がその評価の中心に据えられていた。
1970年代になると、西洋の模倣にとどまらない独創性に富んだ建築という積極的な評価が復活する。これ以降の専門家たちは「擬洋風」の語が、ニセモノとしてのニュアンスを感じさせることを嫌い、別の語に置き換える提案をしている。

## 言葉の由来
黒田朋信が、1915年の写真集『東京百建築』において内務省庁舎に「擬様式」という様式名を与えており、これが様式としての擬洋風建築を指した最初の使用例である。
その後、大正期以降の明治洋風建築の再評価において基礎的な資料収集を行った堀越三郎が「洋風模倣建築六十年記」(『建築と社会』1930年6月)や「明治時計台記(VII)」(『日本建築史』1931年5月)の中で、建築家の設計した建築と対比する語として「擬洋風」という語を用いている。
この言葉は、戦後にも継承される。関野克によって執筆された、初の日本近代建築の通史「明治、大正、昭和の建築」(『世界美術全集』第25巻、1951年)や、阿部公正の「明治の建築」(『明治文化史』第8巻、1956年)で、林忠恕に代表される日本人技師の手になる建築を「擬洋風建築」と呼んでいる。

## 現存建築一覧
2003年の時点で現存する主要な擬洋風建築の一覧。
| 名称                               | 所在地                                       | 建築年     | 設計者                   | 文化財指定         |
| ---------------------------------- | -------------------------------------------- | ---------- | ------------------------ | ------------------ |
| 旧樺戸集治監                       | 北海道樺戸郡月形町                           | 1887       |                          | 市町村指定文化財   |
| 旧函館博物館一号                   | 北海道函館市青柳町                           | 1888       | 開拓使函館支庁           | 都道府県指定文化財 |
| 豊平館                             | 北海道札幌市中央区(移築)                     | 1880       | 開拓使工業局             | 国の重要文化財     |
| 旧金森洋物店                       | 北海道函館市末広町                           | 1880       | 池田栄七、直二           | 都道府県指定文化財 |
| 旧函館博物館二号                   | 北海道函館市青柳町                           | 1884       | 函館県                   | 都道府県指定文化財 |
| 上川郡農作試験所事務棟             | 北海道旭川市神居                             | 1886       |                          | 市町村指定文化財   |
| 旧函館検疫所隔離室                 | 北海道函館市昭和（移築）                     | 1886       | 内務省                   |                    |
| 北海道集治監釧路分監本監           | 北海道上川郡標茶町                           | 1886       |                          | 市町村指定文化財   |
| 旧檜山・爾志両郡役所               | 北海道江差町中歌町                           | 1887       |                          | 都道府県指定文化財 |
| 旧赤心社事務所                     | 北海道浦河郡浦河町（移築）                   | 1888       |                          |                    |
| 旧牧病院住宅応接室                 | 北海道岩見沢市志文町（移築）                 | 1891       |                          |                    |
| 旧旭川偕行社                       | 北海道旭川市四区                             | 1902       | 陸軍臨時建築部           | 国の重要文化財     |
| 旧八戸小学校講堂                   | 青森県八戸市八幡                             | 1881       | 関野太治郎               | 都道府県指定文化財 |
| 旧宮本呉服店                       | 青森県弘前市百石町                           | 1883       |                          | 市町村指定文化財   |
| 旧第五十九銀行本店本館             | 青森県弘前市元長町(移築)                     | 1904       | 堀江佐吉                 | 国の重要文化財     |
| 旧弘前市立図書館                   | 青森県弘前市富野(移築)                       | 1906       | 堀江佐吉                 | 都道府県指定文化財 |
| 盛美園盛美館                       | 青森県平川市猿賀                             | 1908       | 西谷市助                 | 国の名勝           |
| 旧岩谷堂共立病院                   | 岩手県奥州市江刺区南町                       | 1874       | 及川東助                 | 都道府県指定文化財 |
| 旧石井県令私邸                     | 岩手県盛岡市清水町                           | 1886       |                          | 市町村指定文化財   |
| 旧紫波郡役所庁舎                   | 岩手県紫波郡紫波町                           | 1889       |                          | 市町村指定文化財   |
| 旧歩兵第四連隊兵舎                 | 宮城県仙台市宮城野区                         | 1874       |                          | 市町村指定文化財   |
| 旧石巻ハリストス正教会教会堂       | 宮城県石巻市中瀬（移築）                     | 1880       |                          | 市町村指定文化財   |
| 旧白石公民館                       | 宮城県白石市亘理町（解体保管）               | 1882       |                          | 市町村指定文化財   |
| 金成小学校校舎                     | 宮城県栗原市金成                             | 1887       |                          | 都道府県指定文化財 |
| 旧登米高等尋常小学校校舎           | 宮城県登米市登米町                           | 1888       | 山添喜三郎               | 国の重要文化財     |
| 旧登米警察署庁舎                   | 宮城県登米市登米町                           | 1889       | 山添喜三郎               | 都道府県指定文化財 |
| 北鹿ハリストス正教会聖堂           | 秋田県大館市曲田                             | 1892       | 東京ニコライ堂工事関係者 | 都道府県指定文化財 |
| 旧済生館本館                       | 山形県山形市霞城町(移築)                     | 1878       | 原口祐之ほか             | 国の重要文化財     |
| 旧西村山郡役所                     | 山形県寒河江市寒河江（移築）                 | 1878       |                          | 都道府県指定文化財 |
| 旧西置賜郡役所                     | 山形県長井市高野町                           | 1878       |                          | 市町村指定文化財   |
| 旧東村山郡役所                     | 山形県天童市五日町                           | 1879       |                          | 都道府県指定文化財 |
| 旧西田川郡役所                     | 山形県鶴岡市家中新町(移築)                   | 1881       | 高橋兼吉                 | 国の重要文化財     |
| 三中分校旧校舎                     | 山形県西村山郡朝日町                         | 1882       |                          | 市町村指定文化財   |
| 旧鶴岡警察署庁舎                   | 山形県鶴岡市家中新町(移築)                   | 1884       | 高橋兼吉                 | 国の重要文化財     |
| 旧鶴岡警察署大山分署               | 山形県鶴岡市大山                             | 1885       | 高橋兼吉                 | 国の登録有形文化財 |
| 旧西村山郡会議事堂                 | 山形県寒河江市寒河江（移築）                 | 1886       |                          | 都道府県指定文化財 |
| 東田川郡会議事堂                   | 山形県鶴岡市藤島                             | 1903       |                          | 都道府県指定文化財 |
| なかむらや旅館新館                 | 福島県福島市飯坂町                           | 1896頃     |                          | 国の登録有形文化財 |
| 旧伊達郡役所                       | 福島県伊達郡桑折町                           | 1883       | 山内幸之助・銀作         | 国の重要文化財     |
| 旧亀岡家住宅                       | 福島県伊達市保原町大泉(移築)                 | 1887〜1896 |                          | 都道府県指定文化財 |
| 旧福島県尋常中学校本館             | 福島県郡山市開成                             | 1889       |                          | 国の重要文化財     |
| 開成館                             | 福島県郡山市開成                             | 1874       | 増子儀三郎・宗形彦八     | 都道府県指定文化財 |
| 旧郡山小学校                       | 福島県郡山市堂前町                           | 1876       | 増子儀三郎・宗形彦八     | 再建               |
| 旧西白河郡役所                     | 福島県白河市五郎窪（移築）                   | 1883       |                          |                    |
| 旧南会津郡役所                     | 福島県南会津郡南会津町田島（移築）           | 1885       | 牛田方造                 | 都道府県指定文化財 |
| 旧水海道小学校本館                 | 茨城県水戸市緑町(移築)                       | 1881       | 羽田甚蔵                 | 都道府県指定文化財 |
| 旧群馬県衛生所                     | 群馬県桐生市相生町(移築)                     | 1878       | 群馬県庁技師             | 国の重要文化財     |
| 旧大岩学校                         | 群馬県吾妻郡中之条町                         | 1879       |                          | 市町村指定文化財   |
| 旧吾妻第三小学校校舎               | 群馬県吾妻郡中之条町                         | 1885       |                          | 都道府県指定文化財 |
| 旧埼玉県師範学校                   | 埼玉県さいたま市緑区三室                     | 1878       | 土谷巌                   | 再建               |
| 諸井家住宅                         | 埼玉県本庄市中央                             | 1879頃     |                          | 都道府県指定文化財 |
| 旧三福学校校舎                     | 埼玉県ふじみ野市（解体保管）                 | 1882       |                          | 市町村指定文化財   |
| 旧本庄警察署                       | 埼玉県本庄市中央                             | 1883       |                          | 都道府県指定文化財 |
| 旧大宮学校                         | 埼玉県秩父市大宮東平（解体保管）             | 1884       | 荒船市二                 | 市町村指定文化財   |
| 旧千葉県会議事堂                   | 千葉県栄町竜角寺池上                         | 1880       |                          | 再建               |
| 九十九里教会                       | 千葉県山武市松尾町                           | 1887       |                          | 国の登録有形文化財 |
| 靖国神社高灯籠                     | 東京都千代田区（移築）                       | 1871       |                          |                    |
| 慶応義塾三田演説館                 | 東京都港区三田（敷地内で移築）               | 1875       |                          | 国の重要文化財     |
| 旧東京医学校本館                   | 東京都文京区白山（移築）                     | 1876       | 工部省営繕局             | 国の重要文化財     |
| 学習院旧正門                       | 東京都新宿区戸山                             | 1877       |                          | 国の重要文化財     |
| 妙法寺鉄門                         | 東京都杉並区堀ノ内                           | 1878       | 工部省営繕局             | 国の重要文化財     |
| 福住旅館金泉楼                     | 神奈川県足柄下郡箱根町                       | 1877       | 豊田為治郎               | 国の重要文化財     |
| 福住旅館萬翠楼                     | 神奈川県足柄下郡箱根町                       | 1878       | 豊田為治郎               | 国の重要文化財     |
| 富士屋ホテルアイリー               | 神奈川県足柄下郡箱根町                       | 1884       |                          | 国の登録有形文化財 |
| 富士屋ホテル本館                   | 神奈川県足柄下郡箱根町                       | 1891       |                          | 国の登録有形文化財 |
| 旧新潟税関庁舎                     | 新潟県新潟市中央区緑町                       | 1869       |                          | 国の重要文化財     |
| 旧新潟県警察本署                   | 新潟県新潟市江南区                           | 1880       |                          | 取り壊し           |
| 新潟県議会旧議事堂                 | 新潟県新潟市中央区一番堀通町                 | 1882       | 星野総四郎               | 国の重要文化財     |
| 尾山神社神門                       | 石川県金沢市尾山町                           | 1875       | 津田吉之助               | 国の重要文化財     |
| 旧龍翔小学校                       | 福井県坂井市三国町緑ヶ丘（場所を変えて再建） | 1879       | G.A.エッセル             | 再建               |
| 旧福井県警察部庁舎                 | 福井県越前市京町（移築）                     | 1899頃     |                          | 国の登録有形文化財 |
| 恵美写真館洋館                     | 福井県鯖江市本町                             | 1905       |                          | 国の登録有形文化財 |
| 旧睦沢学校校舎                     | 山梨県甲府市北口（移築）                     | 1875       | 松木輝殷                 | 国の重要文化財     |
| 旧津金学校校舎                     | 山梨県北杜市須玉町                           | 1875       | 小宮山弥太郎             | 都道府県指定文化財 |
| 室伏学校                           | 山梨県山梨市牧丘町（移築）                   | 1875       |                          | 市町村指定文化財   |
| 旧富岡敬明家住宅                   | 山梨県甲府市善光寺町                         | 1875       | 松木輝殷                 | 国の登録有形文化財 |
| 旧舂米学校校舎                     | 山梨県南巨摩郡富士川町（移築）               | 1876       |                          | 都道府県指定文化財 |
| 旧尾県学校校舎                     | 山梨県都留市小形山                           | 1878       |                          | 都道府県指定文化財 |
| 旧千野学校校舎                     | 山梨県甲州市塩山上於曽（移築）               | 1879       | 松木輝殷                 | 国の登録有形文化財 |
| 旧上九一色郵便局                   | 山梨県甲府市                                 | 1879       |                          | 国の登録有形文化財 |
| 市川教会                           | 山梨県西八代郡市川三郷町                     | 1897       |                          | 国の登録有形文化財 |
| 旧田中銀行主屋                     | 山梨県甲州市勝沼町                           | 1897       | 松木輝殷                 | 国の登録有形文化財 |
| 旧中込学校校舎                     | 長野県佐久市大字中込                         | 1875       | 市川代治郎               | 国の重要文化財     |
| 旧長野県師範学校教師館             | 長野県長野市上ヶ屋（移築）                   | 1875       |                          | 都道府県指定文化財 |
| 旧開智学校校舎                     | 長野県松本市開智（移築）                     | 1876       | 立石清重                 | 国宝               |
| 旧格致学校校舎                     | 長野県埴科郡坂城町                           | 1877       |                          | 都道府県指定文化財 |
| 旧和学校校舎                       | 長野県東御市                                 | 1879       |                          | 都道府県指定文化財 |
| 旧東京専門学校文科教室             | 長野県北佐久郡軽井沢町追分                   | 1882       |                          | 再建               |
| 旧園里学校                         | 長野県須坂市豊丘                             | 1883       |                          | 市町村指定文化財   |
| 旧作新学校本館                     | 長野県長野市稲里町（移築）                   | 1884       |                          | 市町村指定文化財   |
| 旧山辺学校校舎                     | 長野県松本市里山辺                           | 1885       |                          | 都道府県指定文化財 |
| 下市田学校校舎                     | 長野県下伊那郡高森町                         | 1888       |                          | 市町村指定文化財   |
| 屋代小学校旧本館                   | 長野県千曲市屋代                             | 1888       |                          | 市町村指定文化財   |
| 鐘の鳴る丘集会所                   | 長野県安曇野市穂高（移築）                   | 明治中期   |                          | 市町村指定文化財   |
| 旧池田警察署                       | 長野県長野市篠ノ井布施五明                   | 1893       |                          | 国の登録有形文化財 |
| 中野小学校旧西校舎                 | 長野県中野市(移築)                           | 1896       |                          | 市町村指定文化財   |
| 蒲家土蔵                           | 岐阜県高山市大新町                           | 1873       |                          |                    |
| 旧大垣警察署第五分屯所             | 岐阜県大垣市赤坂町（移築）                   | 1874       |                          | 再建               |
| 旧兼山小学校                       | 岐阜県可児市兼山                             | 1885       |                          |                    |
| 旧三星製糸所                       | 岐阜県高山市神明町                           | 1888       | 阪下甚吉                 |                    |
| 旧高山町役場                       | 岐阜県高山市神明町                           | 1895       | 阪下甚吉                 | 市町村指定文化財   |
| 旧大沢学舎                         | 静岡県賀茂郡松崎町(移築)                     | 1873       |                          | 市町村指定文化財   |
| 松城家住宅主屋                     | 静岡県沼津市戸田                             | 1873       |                          | 国の重要文化財     |
| 旧見付学校                         | 静岡県磐田市見付                             | 1875       | 伊藤平右衛門             | 国の史跡           |
| 旧岩科学校校舎                     | 静岡県賀茂郡松崎町                           | 1880       | 高木久五郎・菊池丑太郎   | 国の重要文化財     |
| 新井旅館青州楼                     | 静岡県伊豆市修善寺町                         | 1881       |                          | 国の登録有形文化財 |
| 旧下田警察署分署（旧松崎警察署）   | 静岡県賀茂郡松崎町                           | 1882       |                          |                    |
| 旧周智郡役所                       | 静岡県周智郡森町森（移築）                   | 1885       |                          | 市町村指定文化財   |
| 眺峰館                             | 静岡県富士市伝法                             | 1892       |                          | 市町村指定文化財   |
| 旧外人茶商住宅                     | 静岡県静岡市駿河区西草深                     | 1887〜1896 |                          |                    |
| 歩兵第六聯隊兵舎                   | 愛知県犬山市内山(移築)                       | 1873       |                          | 国の登録有形文化財 |
| 旧井上家住宅西洋館                 | 愛知県豊田市平戸橋町波岩（移築）             | 1877〜1886 |                          | 国の登録有形文化財 |
| 旧名古屋衛戍病院                   | 愛知県犬山市内山（移築）                     | 1878       |                          | 都道府県指定文化財 |
| 旧三重県庁舎                       | 愛知県犬山市内山（移築）                     | 1879       | 清水義八                 | 国の重要文化財     |
| 旧中島郡高等小学校                 | 愛知県稲沢市国府宮                           | 1880       |                          | 市町村指定文化財   |
| 旧山梨県東山梨郡役所               | 愛知県犬山市内山(移築)                       | 1885       | 赤羽芳造                 | 国の重要文化財     |
| 三重県尋常師範学校・蔵持小学校     | 愛知県犬山市内山(移築)                       | 1888       |                          | 国の登録有形文化財 |
| 清水医院                           | 愛知県犬山市内山(移築)                       | 1897〜1906 |                          | 国の登録有形文化財 |
| 旧小田小学校                       | 三重県伊賀市小田町                           | 1881       |                          | 都道府県指定文化財 |
| 旧上野警察署                       | 三重県伊賀市上野丸之内（移築）               | 1889       | 安場直諒                 | 国の登録有形文化財 |
| 旧土井本家事務所                   | 三重県尾鷲市朝日町                           | 1889       |                          |                    |
| 旧新町小学校正門                   | 三重県北牟婁郡紀北町                         | 1890       |                          | 市町村指定文化財   |
| 旧三重県第三尋常中学校校舎         | 三重県伊賀市上野丸之内                       | 1900       | 清水義八                 | 都道府県指定文化財 |
| 長浜旧開知学校                     | 滋賀県長浜市元浜町(移築)                     | 1874       |                          | 国の登録有形文化財 |
| 旧曽根学校玄関                     | 滋賀県長浜市曽根町                           | 1876       |                          | 国の登録有形文化財 |
| 旧柳原学校校舎                     | 滋賀県近江八幡市安土町(移築)                 | 1876       |                          | 都道府県指定文化財 |
| 旧八幡東小学校                     | 滋賀県近江八幡市為心町元                     | 1877       |                          | 国の登録有形文化財 |
| 旧安土巡査駐在所                   | 滋賀県近江八幡市安土町(移築)                 | 1885       |                          | 都道府県指定文化財 |
| 旧南大阪南警察署                   | 滋賀県大津市瀬田                             | 1885       |                          |                    |
| 旧八幡警察署武佐分署庁舎           | 滋賀県近江八幡市武佐町(移築)                 | 1886       |                          | 国の登録有形文化財 |
| 新島襄旧邸                         | 京都府京都市上京区                           | 1878       |                          | 市町村指定文化財   |
| 龍谷大学本館                       | 京都府京都市下京区                           | 1879       |                          | 国の重要文化財     |
| 龍谷大学北黌・南黌                 | 京都府京都市下京区                           | 1879       |                          | 国の重要文化財     |
| 若の湯                             | 京都府舞鶴市字本                             | 1923       |                          | 国の登録有形文化財 |
| 旧九鬼家住宅                       | 兵庫県三田市屋敷町                           | 1875頃     |                          | 都道府県指定文化財 |
| 元生野鉱山外人宿舎                 | 兵庫県朝来市佐嚢(移築)                       | 明治初期   |                          | 都道府県指定文化財 |
| 旧今津小学校(六角堂)               | 兵庫県西宮市今津二葉町                       | 1882       |                          |                    |
| 旧佐用郡役所                       | 兵庫県佐用町佐用(解体保存)                   | 1884       |                          |                    |
| 旧氷上郡各町村組合立高等小学校校舎 | 兵庫県丹波市柏原町                           | 1884       |                          | 市町村指定文化財   |
| 旧豊岡警察署生野分署               | 兵庫県朝来市生野町口銀谷                     | 1886       | 杉浦嘉作                 | 市町村指定文化財   |
| 旧豊岡中学校本館                   | 兵庫県豊岡市京町                             | 1888       |                          | 都道府県指定文化財 |
| 旧辰馬喜十郎住宅                   | 兵庫県西宮市浜町                             | 1889       | 山下某                   | 都道府県指定文化財 |
| 旧七美郡役所                       | 兵庫県美方郡香美町村岡区                     | 1894頃     |                          |                    |
| 柏稜記念館                         | 兵庫県丹波市柏原町                           | 1897       |                          |                    |
| 浅井家住宅                         | 奈良県大和郡山市新中町                       | 明治初期   |                          |                    |
| 宝山寺獅子閣                       | 奈良県生駒市門前町                           | 1882       | 吉村松太郎               | 国の重要文化財     |
| 旧春日小学校                       | 奈良県山辺郡山添村                           | 1901       |                          |                    |
| 郭家住宅洋館                       | 和歌山県和歌山市今福                         | 1873       |                          | 国の登録有形文化財 |
| 旧橋津警察署                       | 鳥取県東伯郡湯梨浜町橋津                     | 1889       |                          | 再建               |
| 旧岩井小学校校舎                   | 鳥取県岩美郡岩美町                           | 1892       |                          | 市町村指定文化財   |
| 田野産婦人科医院                   | 島根県松江市苧町                             | 1871       |                          |                    |
| 旧周吉外三郡役所庁舎               | 島根県隠岐郡隠岐の島町郡                     | 1885       | 白潟真一                 | 都道府県指定文化財 |
| 旧大森区裁判所                     | 島根県大田市大森町新町                       | 1890       |                          |                    |
| 旧江津郵便局                       | 島根県江津市江津町                           | 1890       |                          | 国の登録有形文化財 |
| 興雲閣                             | 島根県松江市殿町                             | 1903       | 和泉利三郎               | 都道府県指定文化財 |
| 倉敷市立磯崎眠亀記念館             | 岡山県倉敷市茶屋町                           | 1874       |                          | 国の登録有形文化財 |
| 法泉寺本堂                         | 岡山県和気郡和気町益原                       | 1878       | 大石四郎左衛門           | 市町村指定文化財   |
| 旧牛窓警察署本館                   | 岡山県瀬戸内市牛窓町                         | 1887       | 香川真一                 | 国の登録有形文化財 |
| 高梁基督教会堂                     | 岡山県高梁市柿木町                           | 1889       |                          | 都道府県指定史跡   |
| 天城教会                           | 岡山県倉敷市藤戸町                           | 1890       | 吉田伴平                 | 都道府県指定史跡   |
| 村山外科医院                       | 岡山県倉敷市児島下の町                       | 1891       |                          | 国の登録有形文化財 |
| 旧笠岡組合キリスト教会             | 岡山県笠岡市中央町                           | 1893       | 小林芳太郎               |                    |
| 旧吉川村役場                       | 岡山県加賀郡吉備中央町吉川                   | 1894       |                          | 市町村指定文化財   |
| 日本基督教団上下教会               | 広島県府中市上下町                           | 1887       |                          |                    |
| 旧芦品郡役所庁舎                   | 広島県府中市土生町                           | 1903       |                          | 市町村指定文化財   |
| 岩国学校校舎                       | 山口県岩国市岩国                             | 1870       |                          | 都道府県指定文化財 |
| 河村写真館                         | 山口県山口市上竪小路                         | 1875       |                          | 都道府県指定文化財 |
| 四階楼                             | 山口県熊毛郡上関町                           | 1879       |                          | 国の重要文化財     |
| 旧萩学校教員室                     | 山口県萩市堀内（移築）                       | 1887       |                          | 都道府県指定文化財 |
| むつみ村役場旧庁舎                 | 山口県萩市                                   | 1895       |                          | 国の登録有形文化財 |
| 四国村異人館ワサ・ダウン住宅       | 香川県高松市屋島中町（移築）                 | 1905       |                          | 国の登録有形文化財 |
| 旧開明学校校舎                     | 愛媛県西予市宇和町                           | 1882       | 都築熊吉                 | 国の重要文化財     |
| 旧宇和島警察署                     | 愛媛県宇和島市住吉町（移築）                 | 1884       |                          | 国の登録有形文化財 |
| 旧須崎警察署佐川分署               | 高知県高岡郡佐川町                           | 1886       |                          | 市町村指定文化財   |
| 畠中家住宅主屋(野良時計)           | 高知県安芸市土居                             | 1887       |                          | 国の登録有形文化財 |
| 旧檮原村役場庁舎                   | 高知県高岡郡檮原町                           | 1891       |                          | 市町村指定文化財   |
| 有田異人館                         | 佐賀県西松浦郡有田町                         | 1876       |                          | 都道府県指定文化財 |
| 大浦天主堂                         | 長崎県長崎市南山手町                         | 1864       | ヒウレ神父               | 国宝               |
| 旧羅典神学校                       | 長崎県長崎市南山手町                         | 1875       | マルク・マリー・ド・ロ   | 国の重要文化財     |
| 旧自由亭                           | 長崎県長崎市南山手町(移築)                   | 1878       |                          |                    |
| 出津教会堂                         | 長崎県長崎市西出津町                         | 1882       | マルク・マリー・ド・ロ   | 国の重要文化財     |
| 江袋教会                           | 長崎県南松浦郡新上五島町（焼損後復元）       | 1882       |                          | 都道府県指定文化財 |
| 江崎べっ甲店                       | 長崎県長崎市魚の町                           | 1898       | 江崎栄三(施主)           | 国の登録有形文化財 |
| 熊本洋学校教師館ジェーンズ邸       | 熊本県熊本市中央区水前寺公園(移築)           | 1871       |                          | 都道府県指定文化財 |
| 日野病院本館及び病棟               | 大分県由布市湯布院町                         | 1894       | 法花津喜八               | 国の重要文化財     |
| 旧集成館機械工場                   | 鹿児島県鹿児島市吉野町                       | 1865       |                          | 国の重要文化財     |
| 旧芹ヶ野島津家金山鉱業事業所       | 鹿児島県鹿児島市吉野町(移築)                 | 1904       |                          | 国の登録有形文化財 |
| 旧島津家吉野殖林所                 | 鹿児島県鹿児島市吉野町(移築)                 | 1909       |                          | 国の登録有形文化財 |

文化財指定の凡例
国宝
国によって国宝に指定されているもの。
国の重要文化財
国によって重要文化財に指定されているもの。
国の登録有形文化財
国によって登録有形文化財に登録されているもの。
国の史跡
国によって史跡に指定されているもの。
国の名勝
国によって名勝に指定されているもの。
都道府県指定文化財
都道府県によって文化財に指定されているもの。
市町村指定文化財
市町村によって文化財に指定されているもの。
再建
解体された建物の外観を再現したもの。

## 日本以外の事例
19世紀後半、ヨーロッパ諸国は東アジアへと進出し、各地に居留地が置かれた。しかし、1843年開港直後の上海においては中国風の入母屋屋根をかけた江海関などの擬洋風的な建築が建てられていたにも拘わらず、19世紀中の中国・朝鮮半島では建築の擬洋風化は見られない。20世紀初頭に入ってから、中国では中華バロックと呼ばれる一群の擬洋風的な建築が建てられ、韓国においても徳寿宮の中にベランダコロニアルの洋風建築が建てられた。これは、日本と異なり中国や朝鮮半島には既に石造建築や椅子座が存在しており、西洋建築を受け入れる素養があったためと考えられる。

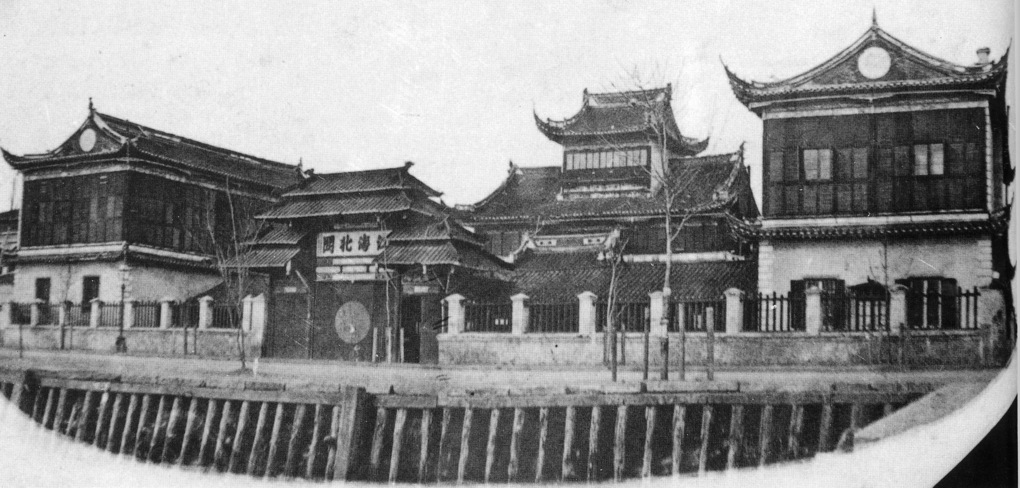
江海関
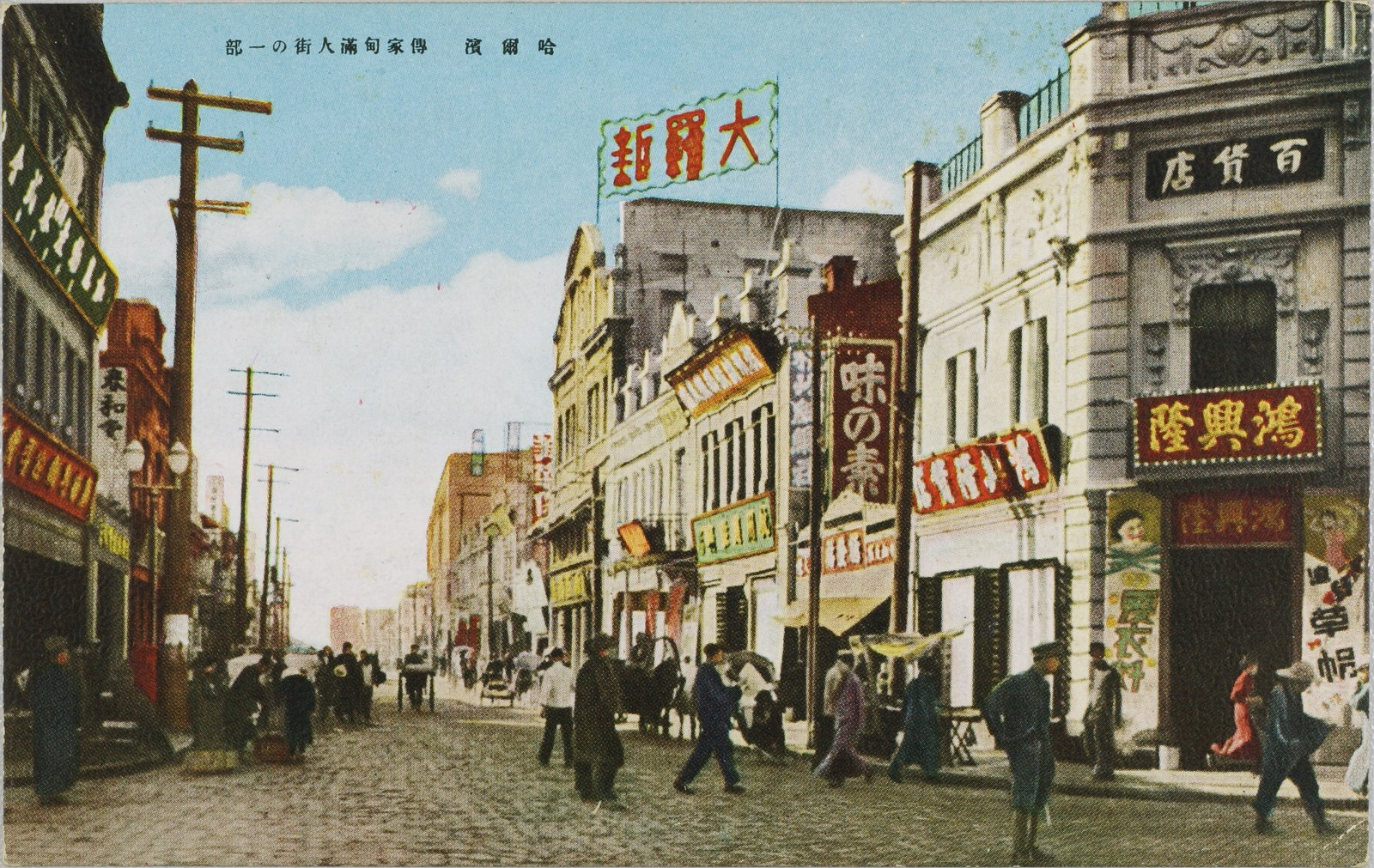
傅家甸の中華バロック（ハルビン）
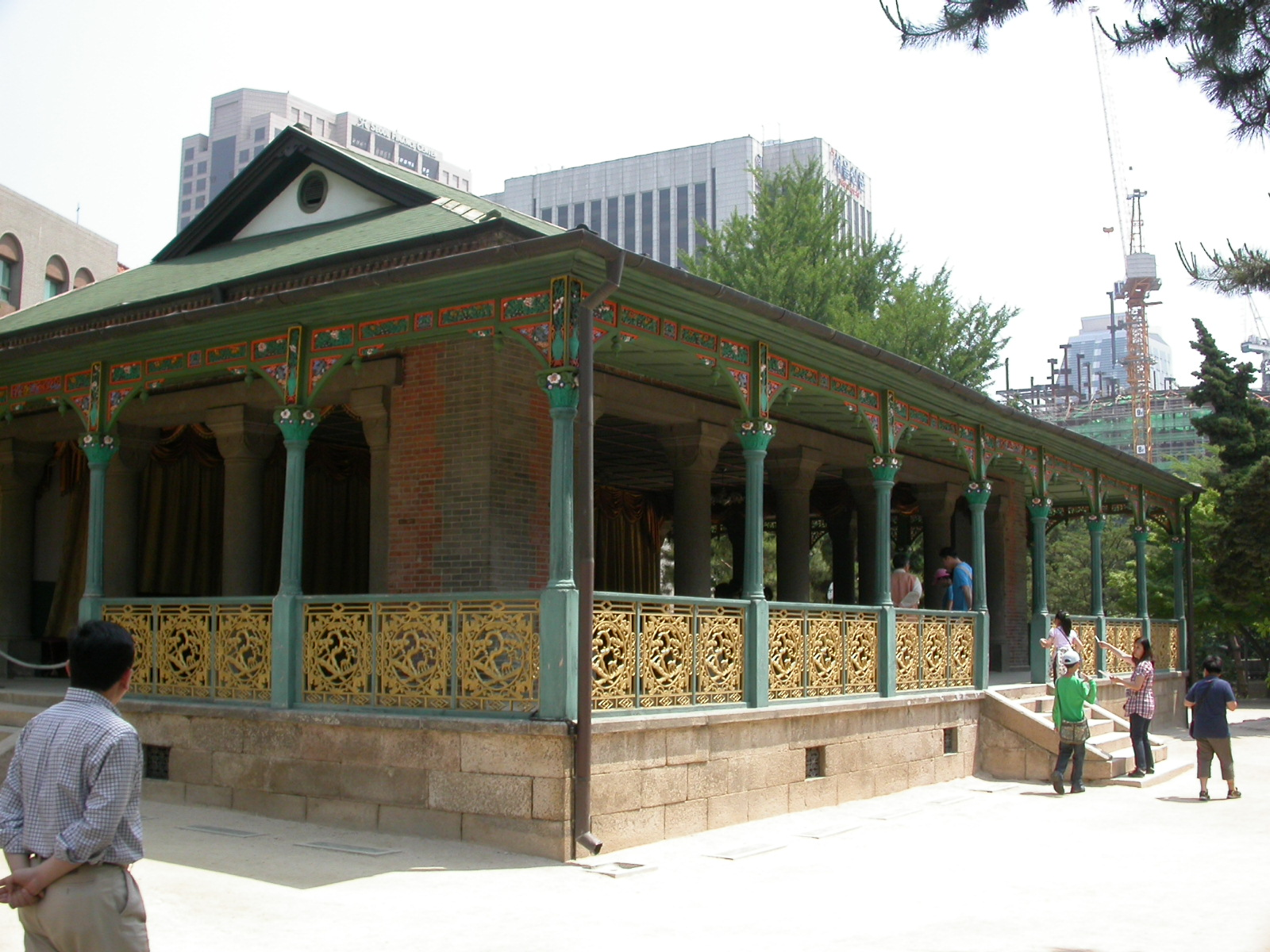
徳寿宮・静観軒